# Deutsche Fußballnationalmannschaft der Amateure
Die deutsche Fußballnationalmannschaft der Amateure war eine Auswahl aus nichtprofessionellen Spielern, die die Bundesrepublik Deutschland bei Fußballbegegnungen gegen Mannschaften anderer Nationen repräsentierte.
Von 1952 (2:1 gegen Großbritannien am 14. Mai in Düsseldorf) bis 1979 (0:1 gegen Norwegen am 14. November in Baunatal) bestritt der DFB mit seiner Amateurnationalmannschaft 154 Länderspiele (79 Siege, 37 Unentschieden, 38 Niederlagen; Torverhältnis 267:172). Die Mannschaft nahm an den Turnieren der Olympischen Spiele 1952, 1956 und 1972 teil. Die Olympiaauswahlmannschaft löste schließlich die Fußballnationalmannschaft der Amateure ab, nachdem die Vereinigung europäischer Fußballverbände sich gegen die Fortführung des Wettbewerbs der Amateur-Europameisterschaft ausgesprochen hatte und bei olympischen Fußballturnieren unter bestimmten Voraussetzungen auch Profispieler teilnehmen durften.

## Start der Amateurnationalmannschaft, 1951 bis 1952

### Die Spitze im deutschen Fußball Anfang der 1950er Jahre
Mit Einführung der vier Vertragsspieler-Oberligen in Deutschland zum 24. Juli 1949 war die Geburt des Profitums zur Runde 1949/50 im deutschen Fußball vollzogen. Die Spieler in den Oberligen (Süd, Südwest, West, Nord und die Berliner Stadtliga; in Berlin erst ab der Runde 1950/51) durften maximal 320 DM pro Monat verdienen. Zur Saison 1950/51 wurden mit der Schaffung einer 2. Liga (anfangs auch II. Division) im Süden zu der bereits 1949/50 im Westen bestehenden eine weitere Vertragsspielerklasse und die 1. Amateurliga als oberste Spielklasse des Amateurfußballs eingeführt. In Berlin, Südwesten und im Norden waren eine bzw. fünf Amateurliga-Staffeln direkter Unterbau der Oberliga. Unter den Amateurligen kamen die 2. Amateurligen, die kreisübergreifend die Spiele austrugen, und darunter in den Fußballkreisen die A- und B-Ligen.
Als Folge des Vertragsspielerwesens in den Oberligen führte der DFB für die Amateurmannschaften eine eigene deutsche Meisterschaft ein. Im Finale der ersten deutschen Amateurmeisterschaft am 30. Juni 1951 in Berlin setzte sich ATSV Bremen 1860 mit 3:2 Toren gegen den Karlsruher FV durch. Willi Schröder und Kurt Ehrmann ragten im Endspiel, das vor dem Finale der Vertragsspieler zwischen dem 1. FC Kaiserslautern und dem SC Preußen Münster stattfand, heraus. 1952 folgte als neuer Amateurmeister der VfR Schwenningen mit einem 5:2-Erfolg gegen den Cronenberger SC, in dessen Reihen Herbert Jäger vergeblich versuchte die Abwehr zu ordnen. Auch im Länderpokal der Amateure waren Spitzenspieler im Einsatz. In der Siegermannschaft des Niederrheins im Jahre 1951 standen Karl Klug, Herbert Jäger und Matthias Mauritz. Als die Verbandsauswahl von Bayern im Jahr 1952 den Titelverteidiger Niederrhein mit 4:0 Toren entthronte, waren mit Erich Bäumler, Ludwig Hinterstocker, Egon Loy, Rudolf Meßmann, Heinz Wittig und Johann Zeitler gleich sechs Akteure in der Mannschaft, die in der Oberliga in den nächsten Jahren spielen oder auch ohne Oberligazugehörigkeit zu weiteren Auswahlehren kommen sollten.

### Auswahlmannschaften in Deutschland
Im DFB wurde die Leistungsspitze des Fußballsports durch die Nationalmannschaft, Repräsentativspiele der Regionalverbände und die Endrunde um die deutsche Fußballmeisterschaft durch die Vertreter der Oberligen repräsentiert. Im Jahr 1951 erweiterte Bundestrainer Sepp Herberger seinen Nationalmannschaftskader durch die Einführung einer B-Nationalmannschaft. Am 14. April 1951 wurde das erste Länderspiel ausgetragen, das – wie schon im Falle des Debüts der A-Nationalmannschaft nach dem Zweiten Weltkrieg – gegen die Schweiz bestritten wurde und in Karlsruhe mit einer 0:2-Niederlage endete. In den anschließenden drei Partien wurden mit Georg Stollenwerk, Willi Schröder, Matthias Mauritz und Kurt Sommerlatt bereits spätere Olympiateilnehmer getestet und im einzigen B-Länderspiel des Jahres 1952 nach diesem Großereignis mit Hans Eberle und Herbert Schäfer zwei weitere Amateurnationalspieler in der B-Auswahl eingesetzt.
Repräsentativspiele der Regionalverbände hatten nach dem Zweiten Weltkrieg fast den Charakter von Länderspielen. Am 24. März 1946 fand in Stuttgart das erste Spiel dieser überregionalen Begegnungen statt. Süddeutschland gewann mit 3:0 Toren gegen Westdeutschland. Zur Sichtung waren sie für Bundestrainer Sepp Herberger beim Aufbau der Nationalmannschaft besonders wertvoll. War die Beobachtung der Spitze durch die fünf Oberligen alleine schon umständlich zu bewerkstelligen, stellte sich das Problem auf der insgesamt drittklassigen Amateurebene im Sinne einer „engmaschigen“ Sichtung der Talente noch deutlich eklatanter dar. Auch die Mitarbeit der Verbandssportlehrer alleine konnte dieses Problem nicht befriedigend lösen. Mehr half das legendenumwobene „Notizbuch“ des Bundestrainers, in dem alle Talente und Könner des deutschen Fußballs notiert sein sollten.
Mit dem Spiel Norddeutschland gegen Südwestdeutschland am 29. September 1962 in Braunschweig endeten die Repräsentativspiele der Regionalverbände. Durch die neu geschaffene Bundesliga ab der Runde 1963/64 verloren sie ihre wesentliche Bedeutung und wurden deshalb eingestellt.

### Die ersten Spiele der Amateurnationalmannschaft
In Deutschland wurde im Vorfeld der Olympischen Sommerspiele Helsinki 1952 die Frage der Beteiligung einer deutschen Amateurfußballnationalmannschaft lebhaft in Wort und Schrift erörtert. Die Gegenstimmen überwogen in der Öffentlichkeit bei weitem. Der Deutsche Fußball-Bund argumentierte gegen diese Stimmen, dass den vielen hunderttausend aktiven Amateuren ein Ziel für ihr Leistungsstreben gesetzt werden müsse. Von der Teilnahme an den Spielen in Helsinki erhoffte sich der DFB neue Impulse für den Amateursport. Dieses Argument überzeugte am Ende.
Im Februar 1951 erhielt Bundestrainer Sepp Herberger den Auftrag, eine deutsche Fußballmannschaft für die XV. Olympischen Spiele aufzubauen. Die Exekutive des Internationalen Olympischen Komitees hatte zwar am 22. April 1951 in Lausanne die Vertreter von West- und Ostdeutschland eine Vereinbarung unterzeichnen lassen, in der das Nationale Olympische Komitee (NOK) der Bundesrepublik für die Aufstellung der Olympiamannschaft 1952 als „alleinverantwortlich“ bezeichnet und den DDR-Sportlern die Möglichkeit eingeräumt wurde, darin teilzunehmen. Das NOK der DDR war in der Folgezeit jedoch nicht bereit, ostdeutschen Sportlern die Integration in die westdeutsche Olympiaauswahl zu ermöglichen. Auch die persönlichen Bemühungen des Präsidenten des Exekutivkomitees, Erik von Frenckell, brachten in Ostberlin kein Einlenken zustande.
Zugelassen waren für das Olympiaturnier nur Amateurspieler. Jules Rimet, der Präsident des Internationalen Fußballverbandes (FIFA), war Vorsitzender der Jury. Bundestrainer Herberger standen zur Vorbereitung auf das olympische Turnier zwei Wochen-Lehrgänge im August 1951 und im März 1952, sowie drei Lehrgänge, die sich über eine halbe Woche erstreckten, zur Verfügung. Hinzu kamen die drei ersten Amateurländerspiele in der Geschichte des DFB im Mai und Juni des Jahres 1952.
Das Debütspiel der Amateurnationalmannschaft des DFB fand am 14. Mai 1952 in Düsseldorf gegen Großbritannien statt. Die Aufstellung des ersten Amateurländerspiels der DFB-Vertretung lautete:
Rudolf Schönbeck – Hans Eberle, Alfred Post – Kurt Sommerlatt, Herbert Jäger, Erich Gleixner – Matthias Mauritz, Georg Stollenwerk, Johann Zeitler, Willi Schröder, Kurt Ehrmann
Durch zwei Treffer des Mittelstürmers Hans Zeitler vom VfB Bayreuth gelang der 2:1-Starterfolg. Vier Tage später, am 18. Mai, gewannen die DFB-Amateure mit 2:0 Toren in Nürnberg auch die zweite Begegnung gegen die Gäste von der Insel. Mit demselben Ergebnis gelang am 8. Juni 1952 in München im dritten Spiel auch der dritte Sieg gegen die Vertretung Österreichs.
Bundestrainer Herberger hatte seine Olympiakandidaten zur letzten Vorbereitung vom 23. bis 29. Juni in die Sportschule Malente eingeladen. Der Spielerkreis setzte sich wie folgt zusammen:
Schönbeck, Bensch, Schuster (Torhüter); Post, Eberle, Kirk, Brech (Verteidiger); Wittig, Sommerlatt, Jäger, Schäfer, Kusneczow, Gleixner, Rarrasch (Läufer); Hinterstocker, Mauritz, Stollenwerk, Bogert, Zeitler, Schröder, Linneweber, Ehrmann, Klug (Angreifer).
Abschluss des Lehrgangs bildete ein Testspiel gegen Schweiz B in Kiel, wo sich die Schweizer Auswahl mit 3:2 durch setzte. Anfang Juli 1952 hat der DFB die Liste seines 20-köpfigen Spieleraufgebotes für die Olympischen Spiele in Helsinki abgegeben. Benannt wurden:
Schönbeck, Bensch, Schuster (Torhüter); Eberle, Jäger, Wittig, Post, Sommerlatt, Schäfer, Kirk, Gleixner, Brech (Verteidiger/Läufer); Hinterstocker, Mauritz, Stollenwerk, Zeitler, Schröder, Klug, Ehrmann, Bogert (Stürmer).

## Olympische Sommerspiele 1952 in Helsinki

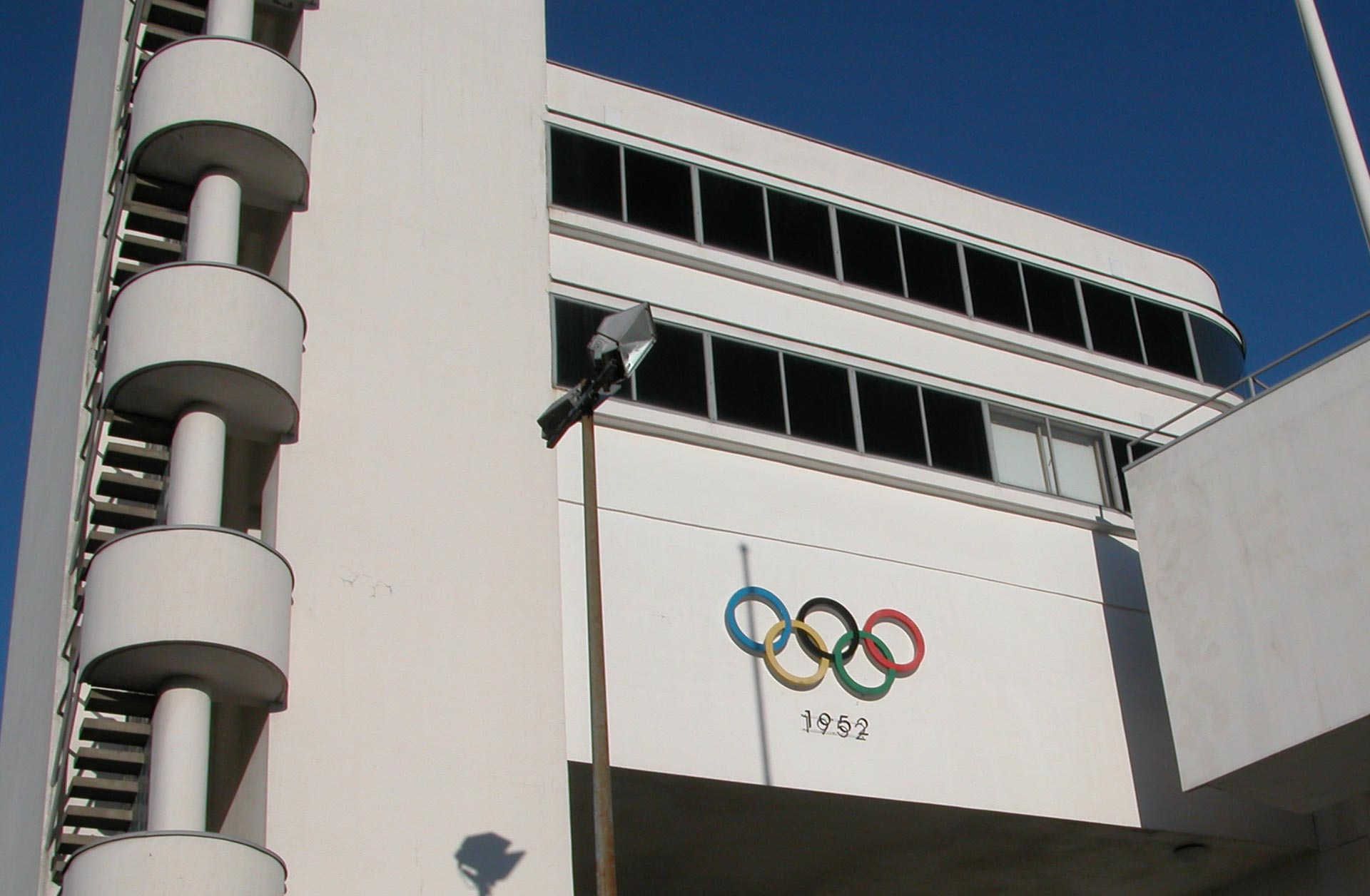
Olympiastadion Helsinki

Unmittelbar vor dem olympischen Fußballturnier in Helsinki fand kein Länderspiel der Amateure statt. Ein Grund war die Sommerpause im Juni/Juli 1952 im deutschen Fußball. Die Oberligen starteten am 24. August in die Runde 1952/53. Die Amateurnationalmannschaft eröffnete in Turku am 20. Juli 1952 mit einem 3:1-Sieg gegen Ägypten das olympische Fußballturnier. Es folgte am 24. Juli im Viertelfinale ein 4:2-Erfolg nach Verlängerung gegen Brasilien, wobei die Mannschaft von Sepp Herberger einen 0:2-Rückstand wettmachen konnte. Drei Tage später unterlag die deutsche Elf mit 1:3 Toren im Halbfinale gegen Jugoslawien. Im Spiel um die Bronzemedaille am 1. August setzte sich der Olympiasieger von 1948, Schweden, mit 2:0 Toren gegen Deutschland durch.

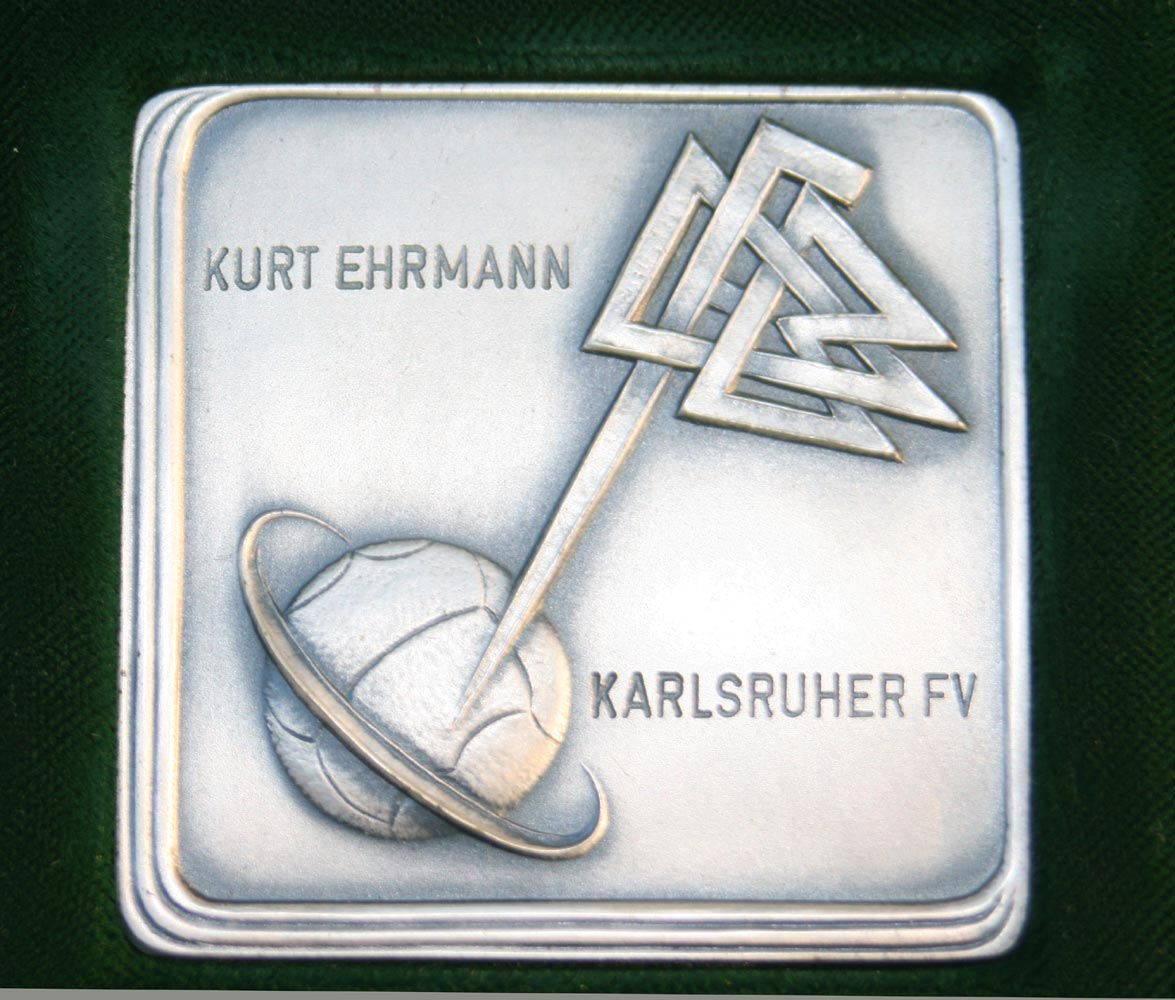
Erinnerungsmedaille des DFB, Vorderseite

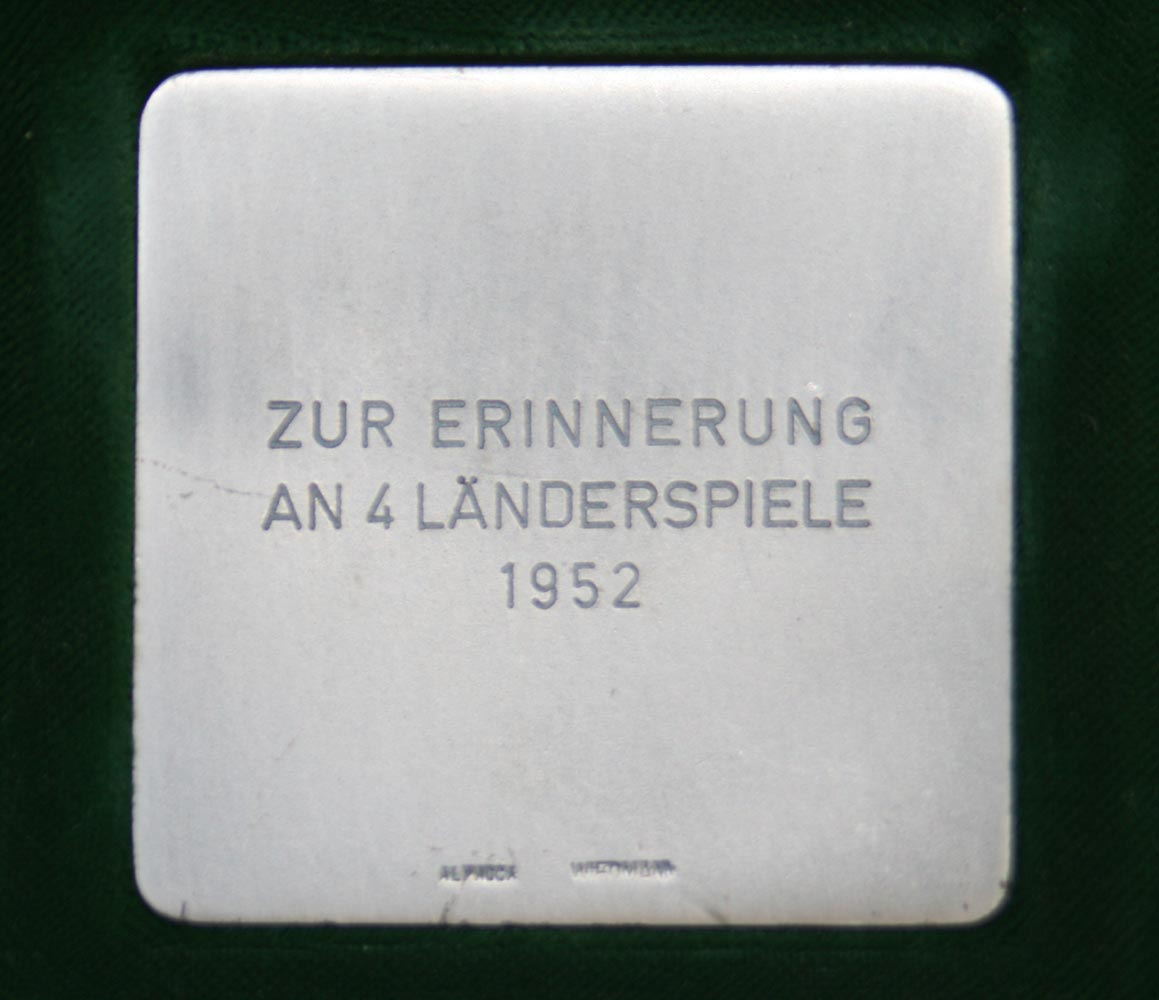
Rückseite

Folgende Spieler vertraten den DFB bei den Spielen in Helsinki:
| Position       | Name                 | aktiv beim Verein  | Spielklasse             |
| -------------- | -------------------- | ------------------ | ----------------------- |
| Torhüter       | Rudolf Schönbeck     | FC St. Pauli       | Oberliga Nord           |
| Verteidiger    | Herbert Jäger        | Cronenberger SC    | AL Niederrhein          |
| Verteidiger    | Alfred Post          | Rheydter SV        | Oberliga West           |
| Verteidiger    | Hans Eberle (Kap.)   | TSG Ulm 1846       | 2. Liga Süd             |
| Rechter Läufer | Kurt Sommerlatt      | Phönix Karlsruhe   | Amateurliga Nordbaden   |
| Mittelläufer   | Herbert Schäfer      | Spfrd. Siegen      | Amateurliga Westfalen   |
| Linker Läufer  | Erich Gleixner       | VfL Osnabrück      | Oberliga Nord           |
| Stürmer        | Matthias Mauritz     | Fortuna Düsseldorf | Oberliga West           |
| Stürmer        | Ludwig Hinterstocker | FC Traunstein      | Landesliga Bayern       |
| Stürmer        | Georg Stollenwerk    | SG Düren 99        | 2. Liga West            |
| Stürmer        | Johann Zeitler       | VfB Bayreuth       | Landesliga Bayern       |
| Stürmer        | Willi Schröder       | Bremen 1860        | Amateurliga Bremen      |
| Stürmer        | Kurt Ehrmann         | Karlsruher FV      | Amateurliga Nordbaden   |
| Stürmer        | Karl Klug            | Sterkrade 06/07    | Amateurliga Niederrhein |

Angesichts der Aufgebote der drei Erstplatzierten Ungarn (Gold), Jugoslawien (Silber) und Schweden (Bronze) wird die sehr gute Leistung der DFB-Amateure beim Olympiaturnier 1952 deutlich. Der Olympiasieger aus Ungarn trat in Helsinki mit der Goldenen Elf um Ferenc Puskás an. Von einer Chancengleichheit der Auswahl von Herberger, die überwiegend aus dem Amateurlager und den zweiten Ligen bestand, kann deshalb nicht gesprochen werden. Auch Jugoslawien stellte die A-Ländermannschaft für das Turnier in Helsinki. Vladimir Beara im Tor; die Läuferreihe mit Zlatko Čajkovski, Ivan Horvath und Vujadin Boškov und die Stürmer Bernard Vukas, Stjepan Bobek und Branko Zebec gehörten 1952 zur europäischen Spitzenklasse. Bei Schweden waren von der Olympiasiegermannschaft 1948 zwar nicht mehr die Stars Gunnar Gren, Gunnar Nordahl und Nils Liedholm dabei, nur noch Verteidiger Erik Nilsson stand in der Helsinki-Mannschaft, aber mit Torhüter Karl Svensson, Verteidiger Lennart Samuelsson, Läufer Olle Åhlund und Stürmer Ingvar Rydell waren Teilnehmer der WM-Mannschaft 1950, welche den 3. Platz in Brasilien belegt hatten, dabei. Dazu kam der Stopper der Fußball-Weltmeisterschaft 1958, Bengt Gustavsson. Daneben traten die Schweden im Mai und Juni 1952 in ihren A-Länderspielen gegen die Niederlande, Schottland, Dänemark und Finnland komplett mit den Spielern des olympischen Fußballturniers 1952 an.
Beim 3:2-Sieg am 21. Dezember 1952 gegen Jugoslawien stand keiner der Olympiateilnehmer von Finnland in der A-Nationalmannschaft des DFB. Auch bei der Fußball-Weltmeisterschaft 1954 in der Schweiz war kein deutscher Spieler des Olympiaturniers 1952 im Aufgebot. Lediglich Georg Stollenwerk gehörte später zu den Stammspielern bei der Fußball-Weltmeisterschaft 1958.

## Zwischen den Olympischen Spielen, 1953 bis 1955
Nach der Olympiade 1952 führte der DFB in den Jahren 1953 bis 1955 vier Länderspiele mit der Fußballnationalmannschaft der Amateure durch. Durch die Qualifikationsspiele zur Fußball-Weltmeisterschaft und das WM-Turnier 1954 in der Schweiz selbst – auch durch den sensationellen Titelgewinn der Herberger-Schützlinge – war der Blick auf die Amateurnationalmannschaft in diesen Jahren nachrangig.
In der Saison 1952/53 wurden zwei Spiele gegen Österreich (29. April 1953; 3:1-Sieg) und Frankreich (13. Juni 1953; 1:0-Sieg) ausgetragen. Als Neulinge kamen Torhüter Günther Klemm von der SpVgg Nassau Wiesbaden (ab der Runde 1953/54 in der Oberliga Süd beim FSV Frankfurt), der rechte Außenläufer Willi Gierlich vom 1. FC Köln (ein Einsatz in der Oberliga West), der linke Außenläufer Fritz Semmelmann von der SpVgg Bayreuth aus der Landesliga Bayern und die Stürmer Richard Kreß von FV 1910 Horas (ab der Runde 1953/54 in der Oberliga Süd bei Eintracht Frankfurt), Winfried Herz und Heinz Wozniakowski von Eintracht Braunschweig (die beiden DDR-Flüchtlinge schossen in der Runde 1952/53 den Zwangsabsteiger aus der Oberliga Nord, Eintracht Braunschweig, in der Amateurliga Niedersachsen-Ost zur Meisterschaft und damit zum sofortigen Wiederaufstieg), Hans Weilbächer von Eintracht Frankfurt (Oberliga Süd) und Linksaußen Helmut Rühle von Stuttgarter Kickers (Oberliga Süd) zum Einsatz.
In den Jahren 1954 und 1955 fand jeweils ein Länderspiel der Amateure statt. Torhüter Egon Loy (SC 04 Schwabach; Amateurliga Nordbayern) bestätigte durch seine Leistung am 30. Mai 1954 in Longwy gegen Frankreich seinen Vertrag ab der Runde 1954/55 in der Oberliga Süd bei Eintracht Frankfurt. Helmut Sattler und Ernst Wade waren bereits mit Kickers Offenbach ebenfalls in der Oberliga Süd am Ball, wobei der Abwehrspieler Sattler erst in der Runde 1955/56 seinen Platz in der Stammformation erkämpfen konnte. Ähnliches galt für den Linksaußen Hermann Höfer von Eintracht Frankfurt, nur gelang dem späteren langjährigen linken Verteidiger der Durchbruch bereits in der Runde 1954/55. Am 12. November 1955 in London beim 3:2-Erfolg gegen England debütierte die komplette Läuferreihe mit Karl Hoffmann (Fortuna Düsseldorf), Rudolf Hoffmann (Viktoria Aschaffenburg) und Max Schwall vom Karlsruher Stadtteilverein FV Daxlanden in der Amateurnationalmannschaft. Kontinuität und planmäßiger Aufbau einer Mannschaft auf ein konkretes sportliches Ziel hin, war aus der Vorgehensweise der drei Jahre nicht zu ersehen.

## Olympische Sommerspiele 1956 in Melbourne

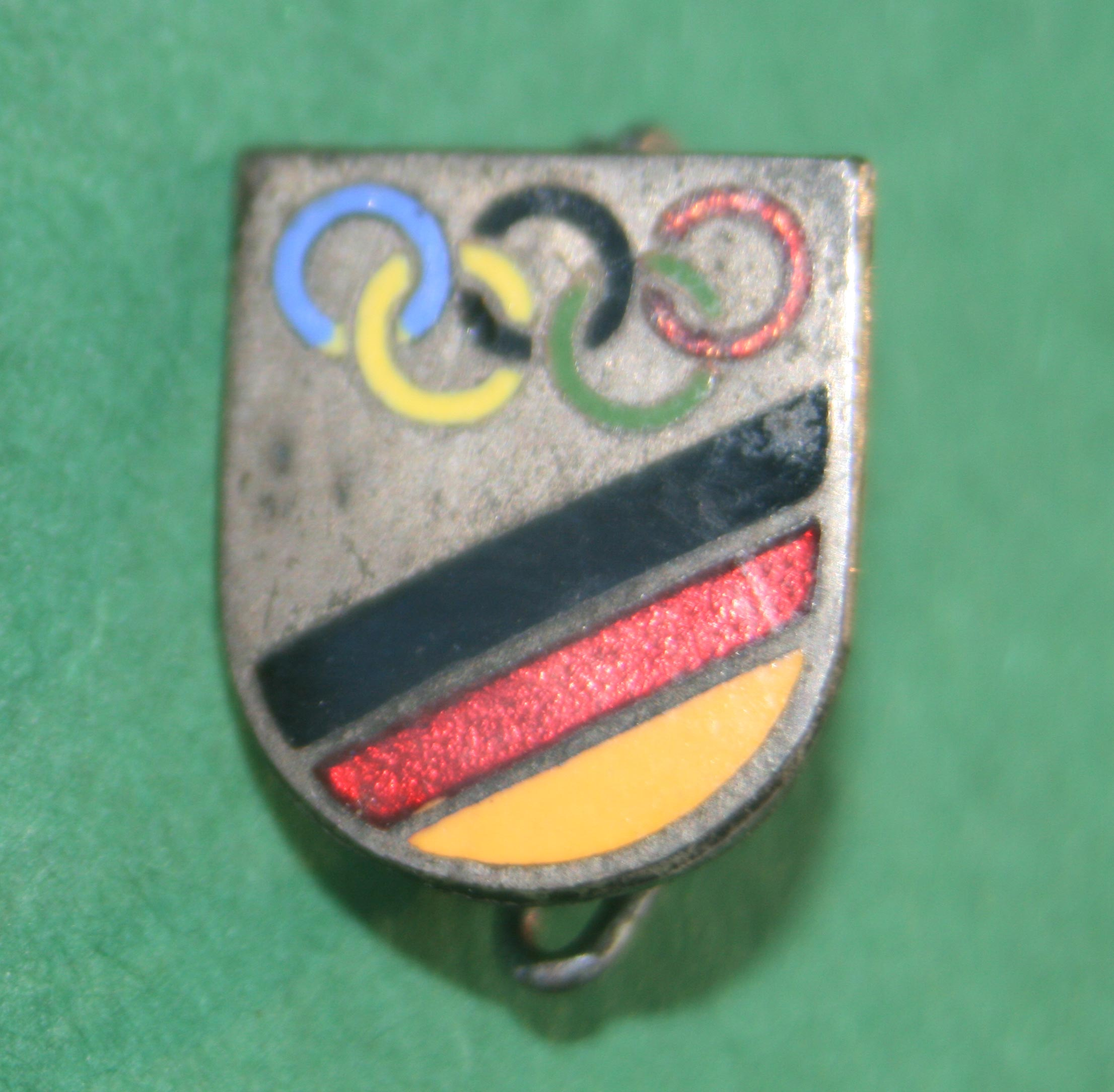
Olympia-Anstecker

### Vorbereitung
Noch bei den Verhandlungen beider deutscher NOKs am 21./22. September 1956 war unklar, ob überhaupt eine Fußballmannschaft bei den Olympischen Spielen in Melbourne antreten sollte. Das Ziel der DDR war, eine gesamtdeutsche Mannschaft zu entsenden (die DDR hätte ihre Nationalspieler nominieren können, da diese als Amateure galten). Erst bei der letzten Zusammenkunft am 15. Oktober 1956 in Köln erklärte sich das NOK-Ost mit der Entsendung eigener westdeutscher Mannschaften durch das NOK-West im Fußball, Hockey und Wasserball bereit. Als eine von vier Mannschaften erhielt die deutsche ein Freilos und musste deshalb nicht in die erstmals ausgerichtete Qualifikation.
Unter Federführung von Bundestrainer Sepp Herberger, dem als Assistenten Dettmar Cramer und Georg Gawliczek zur Seite standen, organisierte der DFB eine umfängliche Vorbereitung für das Fußballturnier der Olympischen Spiele 1956 in Melbourne. Mit einem Trainingsspiel am 18. April 1956 begann die zielgerichtete Vorbereitungsphase. Zwei Länderspiele im Mai, Lehrgänge und Testspiele gegen die deutsche B-Nationalmannschaft kamen noch dazu. Das Niveau einer A-Nationalmannschaft jedoch konnte der Weltmeisterschaftstrainer von 1954, mit dem ihm zur Verfügung stehenden Personal, trotz wohldurchdachter Planung nicht erreichen. Seine psychologische Stärke war beim Aufbau des unbedingten Willens zur Leistung und des Mannschaftsgeistes bei allen Spielern des Olympiakaders die wichtigste Waffe, um eine konkurrenzfähige Mannschaft für das Turnier zusammenstellen zu können, nicht die einzelspielerische Klasse des Aufgebotes.

### Turnier

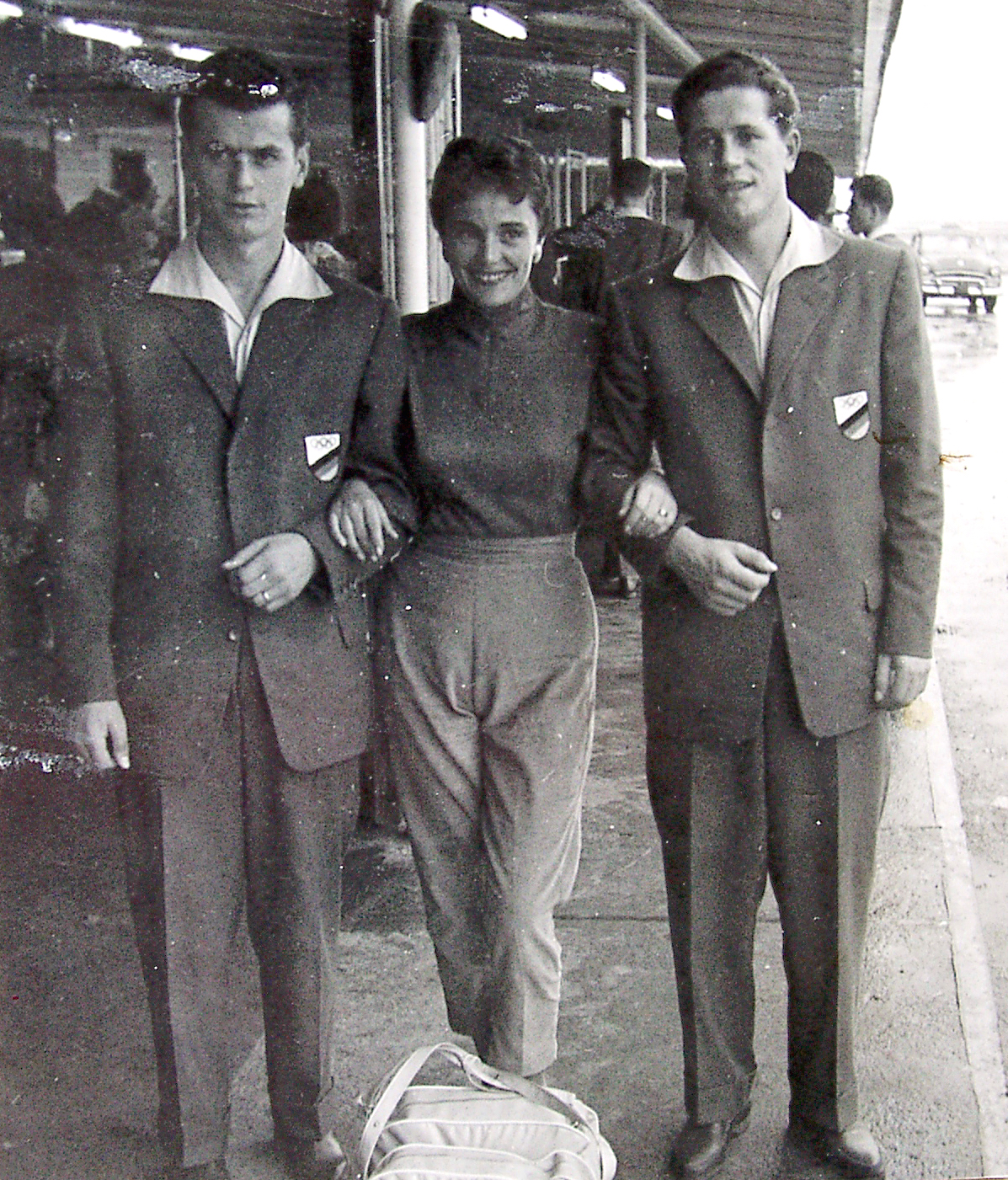
Hoffmann (l.) und Schwall (r.) am Flughafen in Melbourne

In Melbourne war am 24. November 1956 in der Vorrunde des olympischen Fußballturniers die Sowjetunion Gegner der Fußballnationalmannschaft der Amateure. Ihre Stärke hatte die Mannschaft um den Torhüter Lew Jaschin und Kapitän Igor Netto bei den zwei Siegen gegen die A-Nationalmannschaft von Bundestrainer Sepp Herberger am 21. August 1955 in Moskau (3:2) und am 15. September 1956 in Hannover (2:1) eindrucksvoll unter Beweis gestellt. Mit Fritz Herkenrath; Karl Schmidt, Erich Juskowiak; Horst Eckel, Josef Posipal, Herbert Erhardt; Erwin Waldner, Willi Schröder, Ulrich Biesinger, Fritz Walter und Heinz Vollmar hatte der amtierende Fußballweltmeister von 1954 im September in Hannover die Sowjetunion nicht in die Knie zwingen können, so dass der Sieg einer deutschen Amateurauswahl als aussichtslos gelten musste. Tatsächlich trat die Sowjetunion bei Olympia mit der identischen Aufstellung von Hannover an, lediglich Kusnezow ersetzte den Verteidiger Tischtschenko. Die Schützlinge von DFB-Trainer Georg Gawliczek traten in folgender Aufstellung an:
Albert Görtz – Willi Gerdau, Hermann Höfer – Karl Hoffmann, Rudolf Hoffmann, Fritz Semmelmann – Matthias Mauritz, Rolf Geiger, Johann Zeitler, Herbert Schäfer, Ernst-Günter Habig
Nur Matthias Mauritz, Hans Zeitler und Herbert Schäfer brachten Erfahrung aus dem Olympiaturnier 1952 in Helsinki mit. Gerdau und Geiger absolvierten ihr erstes Amateurländerspiel. Habig gelang in der 86. Spielminute der Anschlusstreffer zum 1:2, Zeitler traf fast mit dem Schlusspfiff den Pfosten, es blieb aber beim knappen Sieg des späteren Olympiasiegers Sowjetunion. Diese Niederlage bedeutete bereits das Ausscheiden des DFB-Elf aus dem Wettbewerb.
Neben Mannschaftsführer Hans Huber und Begleiter Hermann Joch gehörten auch noch vier weitere Spieler der DFB-Delegation in Melbourne an. Der komplette Kader umfasste folgende Spieler:
| Position       | Name               | aktiv beim Verein        | Spielklasse               |
| -------------- | ------------------ | ------------------------ | ------------------------- |
| Torhüter       | Albert Görtz       | Düsseldorfer SC 99       | Landesliga Niederrhein    |
| Torhüter       | Manfred Eglin      | Karlsruher FV            | 2. Liga Süd               |
| Verteidiger    | Willi Gerdau       | Heider SV                | Oberliga Nord             |
| Verteidiger    | Hermann Höfer      | Eintracht Frankfurt      | Oberliga Süd              |
| Verteidiger    | Günter Jäger       | Fortuna Düsseldorf       | Oberliga West             |
| Rechter Läufer | Karl Hoffmann      | Fortuna Düsseldorf       | Oberliga West             |
| Mittelläufer   | Rudolf Hoffmann    | Viktoria Aschaffenburg   | Oberliga Süd              |
| Linker Läufer  | Fritz Semmelmann   | SpVgg Bayreuth           | 1. Amateurliga Nordbayern |
| Außenläufer    | Max Schwall        | FV Daxlanden             | 1. Amateurliga Nordbaden  |
| Stürmer        | Matthias Mauritz   | Fortuna Düsseldorf       | Oberliga West             |
| Stürmer        | Rolf Geiger        | Stuttgarter Kickers      | Oberliga Süd              |
| Stürmer        | Johann Zeitler     | VfB Bayreuth             | 1. Amateurliga Nordbayern |
| Stürmer        | Herbert Schäfer    | SF Siegen                | Amateurliga Westfalen     |
| Stürmer        | Ernst-Günter Habig | SC Rapid Köln            | Amateurliga Mittelrhein   |
| Stürmer        | Albert Brülls      | Borussia Mönchengladbach | Oberliga West             |

Dass die Amateurdefinition des Internationalen Fußballverbandes (FIFA) den IOC-Präsident Avery Brundage verärgerte, ist verständlich. Die FIFA schloss zwar Spieler mit Profivertrag aus, jedoch nicht die vergleichbaren Spieler aus den sozialistischen Ländern (Sowjetunion, Jugoslawien und Bulgarien). Der dort praktizierte Semi-Professionalismus ermöglichte diesen Ländern, ihre besten Spieler aufzubieten. Sie traten deshalb mit der A-Nationalmannschaft an.
Die Wertschätzung und Unterstützung des DFB für den Auftritt der Amateurnationalmannschaft in Melbourne wurde durch die fast zeitgleich durchgeführten Länderspiele der A-Nationalmannschaft am 21. und 25. November 1956 in Frankfurt gegen die Schweiz und in Dublin gegen Irland nicht gerade positiv dokumentiert. Die Prioritäten innerhalb des DFB waren eindeutig nicht auf das konstruierte „Starkmachen“ der Amateurnationalmannschaft ausgerichtet.

## Zwischen den Spielen, 1957 bis 1959
Im Jahr 1957 gab es für die Amateurnationalmannschaft drei Länderspiele. Am Ende der Runde 1956/57 fanden im Mai zwei Spiele gegen Schottland und England statt. Als Flügelstürmer debütierten Willy Reitgaßl (VfB Coburg; 1. Amateurliga Nordbayern; 21 Jahre) und Heinz Hornig (Eintracht Gelsenkirchen; 2. Liga West; 20 Jahre). In der Saison 1957/58 folgten drei internationale Auftritte gegen England, Frankreich und Curacao. Beim 3:2-Sieg am 12. Oktober 1957 in Ilford gegen England debütierte einmal der 18-Jährige Karl-Heinz Schnellinger (SG Düren 99; 2. Liga West) an der Seite von Willi Gerdau als linker Verteidiger und das talentierte Innentrio im Angriff mit Peter Grosser (FC Bayern München; kein Einsatz in der Oberliga Süd), Klaus Matischak (VfB Bottrop; 2. Liga West) und Günter Herrmann (Eintracht Trier; Oberliga Südwest). Bundestrainer Sepp Herberger testete über die Amateurnationalmannschaft in diesen Jahren Talente für weitere internationale Aufgaben. Schnellingers Weg führte ohne Umwege an die Spitze: Im April 1957 verteidigte er im UEFA-Juniorenturnier in Madrid, im Oktober 1957 sein Einsatz in der Amateurnationalmannschaft, im April 1958 sein Debüt in der A-Nationalmannschaft und im Juni 1958 die Teilnahme an der Fußball-Weltmeisterschaft 1958 in Schweden.
Im Jahr 1959 wurden im Frühjahr zwei Länderspiele ausgetragen. Am 15. April in Enschede gegen die Niederlande und am 27. Mai in Siegen gegen England. Beide Spiele wurden jeweils mit 2:0 Toren gewonnen. Alle vier Treffer erzielte Mittelstürmer Erwin Stein von der SpVgg Griesheim 02, der damit zum Hoffnungsträger für die Qualifikationsspiele für die Olympiade 1960 in Rom avancierte. Da Stein auch noch nach seiner Einwechslung in der 63. Spielminute in der A-Nationalmannschaft am 20. Mai 1959 in Hamburg beim Länderspiel gegen Polen der Ausgleichstreffer zum 1:1-Endstand glückte, war er als Torjäger für die Amateurnationalmannschaft der Saison 1959/60 – vor allem für die Olympischen Spiele in Rom – unverzichtbar. Dies galt auch für die Planungen von Bundestrainer Sepp Herberger. Mit den Talenten Peter Kunter (Torhüter von Eintracht Wetzlar), Jürgen Kurbjuhn (Verteidiger vom Buxtehuder SV), Werner Olk (Verteidiger des SV Arminia Hannover), Willi Schulz (Außenläufer von Union Günnigfeld), Günter Herrmann (Halbstürmer des Karlsruher SC) und Gert Dörfel (Linksaußen von Hamburger SV) hatte der DFB zusammen mit den Routiniers Matthias Mauritz und Herbert Schäfer ein leistungsstarkes Gerüst für die Amateurnationalmannschaft gefunden. Mit diesem konnten sie mit guten Aussichten in die Olympiaqualifikationsspiele gehen. Aber ohne echten Torjäger war die Teilnahme an den Olympischen Spielen nicht vorstellbar. Erwin Stein unterschrieb zur Runde 1959/60 einen Vertrag beim Deutschen Meister Eintracht Frankfurt und zog mit den Hessen im Europa-Cup der Meister bis in das Endspiel 1960 in Glasgow gegen Real Madrid ein und bewies in der Oberliga Süd wie auch in den europäischen Spielen seine herausragenden Qualitäten als Torschütze. Die Amateurnationalmannschaft verlor damit den torgefährlichsten Angreifer und Erwin Stein bei Sepp Herberger jegliche Chance nochmals für die A-Nationalmannschaft berücksichtigt zu werden.

## Ausscheidungsspiele gegen die DDR und Olympiaqualifikationsspiele, 1959 bis 1960

### Deutsch-deutsche Ausscheidungsspiele, 1959
Vor Olympia 1960 wollte der DFB eine gesamtdeutsche Mannschaft aus den besten Spielern beider Verbände aufstellen; der Deutsche Fußball-Verband verlangte bei den Beratungen am 17. April 1959 in München aber, dass entweder die Mannschaft der Bundesrepublik oder eine Olympiaauswahl der DDR an der Olympiaqualifikation teilnehmen und darüber in zwei Ausscheidungsspielen entschieden werden sollte. Nach einer Vereinbarung beider Nationaler Olympischer Komitees fanden die Spiele am 16. und 23. September 1959 unter Ausschluss der Öffentlichkeit statt.
Die DDR bestritt die drei unmittelbar vor den Ausscheidungsspielen gegen die DFB-Amateure ausgetragenen Länderspiele gegen Portugal (28. Juni 1959), Tschechoslowakei (12. August 1959) und Finnland (6. September 1959) mit folgenden Spielern:
Klaus Thiele, Hans-Dieter Krampe, Conrad Wagner, Bringfried Müller, Herbert Maschke, Werner Heine, Siegfried Wolf, Werner Unger, Roland Dücke, Günter Schröter, Bernd Bauchspieß, Dieter Erler, Rainer Fanz, Gerhard Vogt und Horst Kohle. Das entscheidende Testspiel der DFB-Mannschaft fand am 5. August 1959 im Augsburger Rosenaustadion gegen eine Kombination der Oberligamannschaften von FC Bayern und 1860 München sowie BC Augsburg statt. Die Amateurnationalmannschaft gewann das Spiel mit 3:2 Toren.
Am 16. September fand die erste Begegnung im Berliner Walter-Ulbricht-Stadion statt. Die DDR-Auswahl wurde von Trainer Heinz Krügel, die DFB-Amateure von Herberger-Assistent Georg Gawliczek betreut. Die DDR-Elf spielte in der Formation:
Klaus Thiele – Bringfried Müller, Hans-Dieter Krampe – Werner Unger, Werner Heine, Dieter Fischer – Roland Ducke, Günter Schröter, Gerhard Vogt, Dieter Erler, Reinhard Franz
Die DFB-Auswahl trat dabei mit folgender Aufstellung an:
Manfred Eglin (Stuttgarter Kickers; Oberliga Süd) – Werner Olk (SV Arminia Hannover; Amateurliga Niedersachsen-Ost), Jürgen Kurbjuhn (BSV Buxtehude; Verbandsliga Hamburg) – Matthias Mauritz (Fortuna Düsseldorf; Oberliga West), Herbert Schäfer (Sportfreunde Siegen; Amateurliga Westfalen), Willi Schulz (Union Günnigfeld; Amateurliga Westfalen) – Willy Meyer (1. FC Schwandorf; Amateurliga Südbayern), Günter Herrmann (Karlsruher SC; Oberliga Süd), Joachim Thimm (SV Arminia Hannover; Amateurliga Niedersachsen-Ost), Günter Nauheimer (FSV Frankfurt; Oberliga Süd), Gert Dörfel (Hamburger SV; Oberliga Nord)
Das Spiel gewannen die DFB-Amateure durch ein Eigentor und einen Treffer von „Charly“ Dörfel mit 2:0 Toren.
Am 23. September wurde das Rückspiel im Düsseldorfer Rheinstadion ausgetragen. Bei der DDR-Vertretung kamen die Spieler Karl-Heinz Spickenagel, Martin Skaba, Lothar Meyer und Wilfried Klingbiel gegenüber dem Hinspiel zum Einsatz. DFB-Trainer Gawliczek setzte in der Verteidigung Willi Gerdau vom Heider SV, in der Läuferreihe Jürgen Neumann vom 1. FC Kaiserslautern und im Angriff Heinz Höher von Bayer 04 Leverkusen und Horst Wilkening vom SV Arminia Hannover gegenüber dem Spiel in Berlin ein. Durch Tore von Thimm und Wilkening gewannen die DFB-Amateure auch das zweite Spiel mit 2:1 Toren und konnten dadurch an den Qualifikationsspielen für die Olympischen Sommerspiele 1960 teilnehmen.
Die deutsche Nationalmannschaft der Amateure setzte sich damit gegen die aktuelle A-Nationalmannschaft der DDR durch.

### Olympiaqualifikationsspiele, 1959 bis 1960
Finnland und Polen waren im November 1959, April und Mai 1960 die Gegner Deutschlands in der Olympiaqualifikation. In Siegen/Westfalen, der Heimat von Spielführer Herbert Schäfer, fand die erste Begegnung am 11. November 1959 gegen Finnland statt. Das Spiel wurde knapp mit 2:1 Toren gewonnen. Carl-Heinz Rühl von SC Viktoria Köln debütierte dabei auf Rechtsaußen. Die Durchschlagskraft im Angriff überzeugte aber nicht. 14 Tage später, am 24. November in Essen, war der Traum von der Olympiastadt Rom nach der klaren 0:3-Niederlage gegen Polen in weite Ferne gerückt. Endgültig gescheitert waren die deutschen Amateure nach der 1:3-Niederlage in Warschau am 18. April 1960. Da auch Polen mit seiner A-Nationalmannschaft antrat, kann trotz der zwei klaren Niederlagen nicht von einer tatsächlich enttäuschenden Amateurnationalmannschaft gesprochen werden. Die Spielernamen der B-Nationalmannschaft (Fritz Ewert, Horst Schnoor; Willi Giesemann, Friedel Lutz, Gustav Witlatschil, Friedel Späth, Ferdinand Wenauer, Hermann Nuber, Willi Koll, Heinz Strehl, Peter Grosser, Helmut Kapitulski, Theo Klöckner) des Jahres 1959 weisen dagegen auf die Richtung und Sichtung für die A-Nationalmannschaft hin und zeigen auf, dass die DFB-Amateurauswahl tatsächlich in der internen Rangfolge der DFB-Auswahlmannschaften nicht in der ersten Reihe angesiedelt war, sondern tatsächlich die Leistungskraft des Amateurspitzenfußballs repräsentierte und nicht die der Oberligen.

## Zwischen den Spielen, 1961 bis 1963
Nach der gescheiterten Olympiaqualifikation 1960 kehrte zunächst Ruhe beim DFB ein, insbesondere in Bezug auf die Amateurnationalmannschaft. Die Kräfte wurden für die Qualifikation der A-Nationalmannschaft zur Fußball-Weltmeisterschaft 1962 in Chile gebündelt. Mit der B-Elf wurde in den Jahren 1960 bis 1964 überhaupt kein Spiel mehr durchgeführt, lediglich die Juniorennationalmannschaft und die Amateurauswahl trugen noch Länderspiele neben der A-Nationalmannschaft aus. Aber nur die Juniorenaufgebote konnte man mit der A-Nationalmannschaft in Verbindung bringen, die Amateurnationalmannschaft der Jahre 1961 bis 1963 war tatsächlich eine Amateurauswahl und kein „De-facto-B-Team“ in offiziellem Amateur-Dress. Die Amateure bestritten 1961 ein Länderspiel am 1. Juni in Oberhausen gegen die Niederlande und gewannen mit 5:3 Toren. Im Jahr der Fußball-Weltmeisterschaft 1962 kamen zwei Länderspiele zur Austragung: Am 7. April spielte man in Hannover gegen Italien und am 31. Mai in Merlebach gegen Frankreich.
In beiden Spielen kam das 19-jährige Verteidigertalent von Minerva 93 Berlin, Bernd Patzke, als Verteidiger zum Einsatz.
1963 verstärkte der DFB seine Bemühungen massiv, um die Amateure auf die deutsch-deutschen Ausscheidungsspiele gegen die DDR im September des Jahres für die Olympiaqualifikation 1964 konkurrenzfähig vorzubereiten. Es wurden von April bis Juni sechs Länderspiele ausgetragen. Helmut Schön, Trainer der DFB-Amateure, zog nach dem Jubiläumsturnier in England (100-jähriges Jubiläum der englischen Football Association) vom 15. bis 22. Mai 1963 eine zufriedenstellende Bilanz: „Innerhalb acht Tagen wurden vier Spiele gegen die Niederlande, England, Frankreich und Schottland mit nur dreizehn Spielern ausgetragen. Unter internationalen Wettkampfbedingungen sollten sich die Spieler zusammenfinden. Dieser Zweck ist erreicht worden, dass sozusagen nebenbei noch so erfolgreich gespielt wurde (drei Siege; Niederlage im Finale), erfreut selbstverständlich und stimmt zuversichtlich.“
Im Turnier kamen in den Spielen in Durham, Middlesbrough, North Shields und Sunderland folgende Spieler zum Einsatz:
Sepp Maier im Tor; Walter Liebich, Hans Kraus und Hermann Michel als Verteidiger; Walter Birkhold, Wilhelm Zott und Horst Kunzmann in der Läuferreihe; Hans-Jürgen Himmelmann, Franz-Josef Hönig, Dieter Zettelmaier, Heinz-Herbert Kreh, Gerhard Neuser und Wilfried Leydecker im Angriff. Als 14 Tage nach dem Turnier in England das sechste Länderspiel am 5. Juni 1963 in Siegen gegen Japan ausgetragen wurde, kam lediglich mit Rechtsaußen Bernd Kirchner von Arminia Bielefeld ein Neuling hinzu, der beim 4:0-Sieg prompt ein Tor beisteuerte. Trainer Schön legte Wert auf die Forcierung der mannschaftlichen Zusammenarbeit und des Weiteren Einspielens.
Dabei kristallisierte sich die Formation mit Torhüter Manfred Martinschledde; den Verteidigern Michel und Liebich; den Läufern Birkhold, Zott und Kunzmann sowie den Stürmern Kirchner, Hönig, Braner, Neuser und Leydecker heraus. Mittelstürmer Harald Braner von Wormatia Worms, der in der letzten Oberligarunde 1962/63 in 24 Spielen 18 Tore erzielt hatte, wechselte zur Runde 1963/64 zum 1. FC Kaiserslautern in die neu gegründete Bundesliga und war damit für die Amateurnationalmannschaft verloren.

## Deutsch-deutsche Ausscheidungsspiele 1963
Einen Tag nach dem vierten Spieltag der Bundesliga, am Sonntag, dem 15. September 1963, fand das erste Ausscheidungsspiel gegen die DDR in Karl-Marx-Stadt statt. Zuvor fand Ende August nach einer fast dreimonatigen Unterbrechung ein Trainingsspiel im Koblenzer Stadion Oberwerth gegen die Rheinland-Auswahl statt, wobei sich bei dem 2:2-Unentschieden die lange Pause negativ bemerkbar machte. Von einem einwöchigen Lehrgang in Hof vom 8. bis 14. September vor der Abfahrt nach Karl-Marx-Stadt erhoffte man sich, an die Leistungen aus dem Frühjahr anknüpfen zu können.
Helmut Schön, der Assistent von Bundestrainer Sepp Herberger, hatte folgende Formation nominiert:
Manfred Martinschledde (Hombrucher FV 09; Verbandsliga Westfalen) – Hermann Michel (Ibbenbürener Spvg; Verbandsliga Westfalen), Walter Liebich (Lüner SV; Regionalliga West) – Walter Birkhold (VfL Heidenheim; Amateurliga Nordwürttemberg), Wilhelm Zott (FC Wacker München; Amateurliga Bayern), Horst Kunzmann (1. FC 08 Birkenfeld; Amateurliga Nordbaden) – Bernd Kirchner (Arminia Bielefeld; Regionalliga West), Franz-Josef Hönig (FV 08 Geisenheim; Landesliga Hessen-Rheingau), Dieter Zettelmaier (1. FC 01 Bamberg; Amateurliga Bayern), Gerhard Neuser (Sportfreunde Siegen; Regionalliga West), Wilfried Leydecker (FV 08 Geisenheim; Landesliga Hessen-Rheingau).
Weitere Spieler des DFB-Aufgebotes waren:
Horst Grunenberg (Hermannia Kassel; Amateurliga Hessen), Rolf Winter (SC Victoria Hamburg; Regionalliga Nord), Heinz-Herbert Kreh (1. FC Haßfurt; Amateurliga Bayern), Herbert Bayer (VfB Lohberg; Amateurliga Niederrhein) und Wolfgang Hellstern (FC Hechingen; Amateurliga Schwarzwald-Bodensee).
Die Olympiaauswahlmannschaft der DDR gewann durch Treffer von Kleiminger, Stöcker und Nöldner das Hinspiel klar mit 3:0 Toren und konnte so, trotz der 1:2-Niederlage durch zwei Tore von Mittelstürmer Dieter Zettelmaier am 22. September in Hannover gegen die DFB-Amateure, in die eigentliche Olympiaqualifikation gegen die Niederlande und die Sowjetunion einziehen. Die A-Nationalmannschaft der DDR, betreut von Károly Sós, hatte am 2. Juni 1963 in Leipzig nur knapp mit 1:2 Toren gegen England verloren; am 4. September 1963 in Magdeburg 1:1 gegen Bulgarien gespielt und am 19. Oktober des gleichen Jahres in Berlin in der Europameisterschaftsqualifikation mit 1:2 Toren gegen Ungarn verloren.
Bei der Formation am 15. September 1963 in Karl-Marx-Stadt gegen die DFB-Amateure waren mit Jürgen Heinsch, Klaus Urbanczyk, Konrad Wagner, Werner Unger, Herbert Pankau, Kurt Liebrecht, Rainer Nachtigall, Jürgen Nöldner, Otto Fräßdorf, Heino Kleiminger und Hermann Stöcker nur marginale Unterschiede zu den drei Formationen der A-Länderspiele festzustellen.
Dies stand im krassen Unterschied zur A-Nationalmannschaft des DFB, die am 28. September 1963 in Frankfurt am Main gegen die Türkei das erste Länderspiel in der Ära der Bundesliga bestritt. Keiner der eingesetzten Spieler stammte aus der aktuellen Amateurnationalmannschaft.
In dem Nachschlagewerk „Das große Lexikon des DDR-Fußballs“ wird das Thema „Olympia-Auswahl“ folgendermaßen beschrieben: „Zur Teilnahme an der Qualifikation zu den Olympischen Spielen aufgestellte Auswahl, in den damaligen Ostblockstaaten meist identisch mit der A-Auswahl, sofern die Berufenen keine WM-Qualifikations- und WM-Endrundenspiele bestritten haben.“
Zum Stichwort „Olympisches Fußballturnier“ hält das „Fußball Lexikon“ aus dem Copress Verlag in München fest:
„Nach dem 2. Weltkrieg verschärften sich die Widersprüche Amateur/Profi durch die Teilnahme der osteuropäischen ‚Staatsamateure‘, die international offiziell als Amateure auftraten, zu Hause aber fast ausschließlich unter Profibedingungen spielten.“
Trotz der verpassten Teilnahme zur Olympiaqualifikation belohnte der DFB die Amateure mit einer Japanreise im Oktober 1963. Innerhalb von fünf Tagen wurden am 12., 14. und 16. Oktober drei Länderspiele in Tokio gegen Japan B (2:1-Sieg), Südvietnam (2:1-Sieg) und Japan A (1:1-Unentschieden) im Rahmen eines „Vorolympischen Turniers“ ausgetragen, aus der die deutschen Amateure als Turniersieger hervorgingen.

## Die Amateurnationalmannschaft in den Jahren 1964 bis 1970

### Vor den Qualifikationsspielen zu Olympia 1968
Im Jahr der Olympischen Spiele 1964 trugen die DFB-Amateure vier Länderspiele aus. Am 2. Mai spielte die Mannschaft in Bamberg vor 27.000 Zuschauern (Stadionrekord) 1:1 gegen Frankreich. Dabei debütierten Bernd Dörfel und Helmut Sandmann (beide Hamburger SV) am rechten Flügel der Amateurnationalmannschaft an der Seite des einheimischen Torjägers Dieter Zettelmaier. Vom 24. Mai bis 2. Juni nahm die Mannschaft am Internationalen Amateur-Turnier in Italien gegen die Auswahlmannschaften Frankreichs (2:2), Englands (1:0) und Spaniens (1:1) teil und gewann dieses durch Losentscheid, nachdem das Endspiel gegen die Auswahl Spaniens in Genua keinen Sieger gefunden hatte. Das Gerüst stellte immer noch das Personal der Ausscheidungsspiele des Jahres 1963. Zwar wurden auch im Jahr 1965 vier Länderspiele durchgeführt, aber jetzt nahm das Spielerkarussell Fahrt auf. In den Begegnungen kamen mit Horst Christopeit (VfL Bochum), Wolfgang Mühlschwein (Eintracht Frankfurt), Klaus Schonz (VfR Neuss) und Rudolf Netzel (TSV Straubing) vier Torhüter zum Einsatz. Auch bei den Feldspielern wurde Wert auf neue Namen gelegt (Heinz Wittmann, Peter Klepatz, Gerhard Faltermeier, Josef Parzl, Wolf-Rüdiger Krause, Rüdiger Halbe). Im Spiel am 15. Mai in Siegen gegen Thailand ragte bei seinem Debüt das Talent Jürgen Grabowski vom FV Biebrich 02 heraus. Eine große Zukunft stand dem Stürmer zwar bevor, aber nicht in der Amateurnationalmannschaft. Bereits bei der Fußball-Weltmeisterschaft 1966 in England gehörte er der Mannschaft von Helmut Schön an.
Das Jahr 1966 brachte für die Amateurnationalmannschaft die Teilnahme an der erstmals von der UEFA organisierten Europameisterschaft der Amateure. In der Gruppenphase schied die Elf nach vier Spielen mit einem Sieg, zwei Unentschieden und einer Niederlage gegen die Türkei und Jugoslawien aus. Die deutsche Mannschaft bestritt ihr erstes Länderspiel des Amateur-Wettbewerbs der UEFA am 29. Juni 1966 in Bamberg gegen die Auswahl der Türkei in folgender Aufstellung:
Norbert Nigbur (Gelsenkirchen 06; Landesliga Westfalen) – Erhard Ahmann (TuS Sundern; Landesliga Westfalen/Kreis Arnsberg), Josef Parzl (TSV Straubing; Amateurliga Bayern) – Peter Klepatz (Blumenthaler SV; Amateurliga Bremen), Dieter Zorc (TuS Eving-Lindenhorst; Amateurliga Westfalen, Gruppe 2), Friedrich Giegeling (SSV Heiligenhaus; Landesliga Niederrhein) – Wolf-Rüdiger Krause (Eintracht Braunschweig; Bundesliga), Heinz-Herbert Kreh (1. FC Haßfurt; Amateurliga Bayern), Dieter Zettelmaier (1. FC 01 Bamberg; Amateurliga Bayern), Gerhard Faltermeier (SSV Jahn Regensburg; Landesliga Bayern, Mitte), Horst Köppel (VfB Stuttgart; A-Jugend).
Das 1:0-Siegtor erzielte Peter Klepatz in seinem siebten und letzten Länderspiel für die Amateurauswahl des DFB.
Torhüter Nigbur und Linksaußen Köppel, beide Jahrgang 1948, vertraten noch im Mai 1966 im Dress der Jugendnationalmannschaft den DFB beim UEFA-Juniorenturnier in Jugoslawien und debütierten mit 18 Jahren in der Amateurnationalmannschaft. Beide unterschrieben zur Runde 1966/67 Lizenzspielerverträge in der Fußball-Bundesliga und schieden somit für die Amateurmannschaft aus.
Im Frühjahr 1967 standen zwei Länderspiele gegen die Niederlande und Italien auf dem Plan. Beim 4:0-Erfolg in Gladbeck gegen die Niederlande begann die Karriere des zukünftigen Stammtorhüters Friedhelm Schulte. Dies traf auf die beiden Abwehrasse von Hannover 96, Peter Anders und Rainer Stiller nicht zu. Sie zogen die Lizenzspielerlaufbahn in der Bundesliga der Amateurnationalmannschaft vor. Am 25. Mai startete der spätere Rekordnationalspieler der Amateurauswahl, Egon Schmitt von Kickers Offenbach, mit dem 0:0 gegen Italien in Konstanz seine bis zum Jahre 1978 andauernde Karriere in der Nationalmannschaft.

### Olympiaqualifikation 1968 und UEFA Amateur Cup 1969/70
Das unmittelbare Vorbereitungsspiel vor den zwei Qualifikationsspielen gegen Großbritannien im Oktober und November 1967 bestritten die DFB-Amateure am 20. September 1967 in Regensburg gegen Österreich (0:0).
DFB-Trainer Udo Lattek brachte folgende Spieler zum Einsatz:
- Friedhelm Schulte (SG Wattenscheid 09; Amateurliga Westfalen)
- Erhard Ahmann (Lüner SV; Regionalliga West)
- Dieter Mietz (SG Wattenscheid 09; Amateurliga Westfalen)
- Walter Kitter (VfR Pforzheim; Amateurliga Nordbaden)
- Egon Schmitt (Kickers Offenbach; Regionalliga Süd)
- Günther Maaß (VfR Pforzheim; Amateurliga Nordbaden)
- Klaus Schmidt (SV Alsenborn; Regionalliga Südwest)
- Helmut Bergfelder (1. FC Köln; Bundesliga)
- Paul Alger (1. FC Köln; Bundesliga)
- Rainer Zobel (SC Uelzen 09; Verbandsliga Niedersachsen)
- Gerhard Faltermeier (SSV Jahn Regensburg; Regionalliga Süd)
- Rolf Bauerkämper (Schwarz-Weiß Essen; Regionalliga West)
- Bernd Lorenz (TSV DUWO 08; Verbandsliga Hamburg)

Gegen Großbritannien wurde das Heimspiel am 25. Oktober in Augsburg mit 0:2 Toren verloren und das Spiel am 8. November in Hendon mit 1:0 gewonnen. Damit konnten die DFB-Amateure nicht an den Olympischen Spielen 1968 teilnehmen, aber auch die Briten scheiterten noch nach zwei Spielen gegen Spanien. Aus Europa qualifizierten sich Bulgarien, Frankreich, Spanien und die Tschechoslowakei. Ungarn war als Titelverteidiger der Olympischen Spiele 1964 dabei. Die DDR, dessen NOK vom IOC am 8. Oktober 1965 in Madrid endgültig anerkannt worden war, konnte sich in der Qualifikation nicht gegen Bulgarien – 1:4/3:2 – durchsetzen. In den Qualifikationsspielen der DFB-Elf gegen Großbritannien agierte Dieter Zorc als Abwehrchef, Günter Keifler von Eintracht Frankfurt erzielte den Siegtreffer auf der Insel, und im Sturm kamen auch noch Werner Thelen und Dieter Zettelmaier gegenüber dem Österreich-Spiel zum Einsatz.
Zum Jahresende 1967 stand eine Asienreise auf dem Programm der Amateurnationalmannschaft. Vom 30. Dezember 1967 (0:0 in Rangoon gegen Burma) bis zum 17. Januar 1968 (1:0-Sieg in Tokio gegen Japan) trug die von Udo Lattek betreute Mannschaft sechs Freundschaftsspiele aus und konnte auch die Treffen gegen Thailand, Malaysia, Hongkong und Philippinen dabei für sich entscheiden. Neben den Spielern der Qualifikationsspiele waren noch Bernd Helmschrot und Horst Pohl mit auf dieser Tournee.
Nach Beendigung der Asien-Tournee im Januar 1968 standen im Olympiajahr noch vier Länderspiele der Amateure auf dem Programm. Dabei debütierten Bernd Nickel am 1. Mai gegen Italien und Hartwig Bleidick am 2. Juli gegen Island in der DFB-Amateurauswahl. 1969 stand die zweite Durchführung des UEFA Amateur Cup auf dem Terminplan. In den Gruppenspielen hatten es die DFB-Amateure mit Jugoslawien und Österreich zu tun. Mit der 1:2-Startniederlage am 21. September in Vinkovci gegen Jugoslawien war der Gruppensieg fast schon verspielt. Es folgten zwei Unentschieden gegen Titelverteidiger Österreich in Konstanz und beim Rückspiel gegen Jugoslawien in Hagen, so dass der Abschlusserfolg mit 2:0 Toren am 7. April 1970 in Wien gegen Österreich nicht mehr für den Gruppensieg ausreichte. Jugoslawien belegte im Finalturnier den dritten Rang. Perspektivisch gesehen, brachten die Neulinge Friedhelm Haebermann, Jürgen Kalb, Edgar Schneider, Hans-Jürgen Bradler und Reiner Hollmann aber für die Amateurnationalmannschaft zumindest eine Kaderverstärkung zustande. Sie brachten es in ihrer Vereinskarriere in der Fußball-Bundesliga von 350 (Hollmann) bis 44 (Bradler) Einsätze und vertraten die Amateurnationalmannschaft in 48 (Kalb) bis 13 (Hollmann) Länderspielen.

## Olympische Sommerspiele 1972 in München

### Vorbereitung

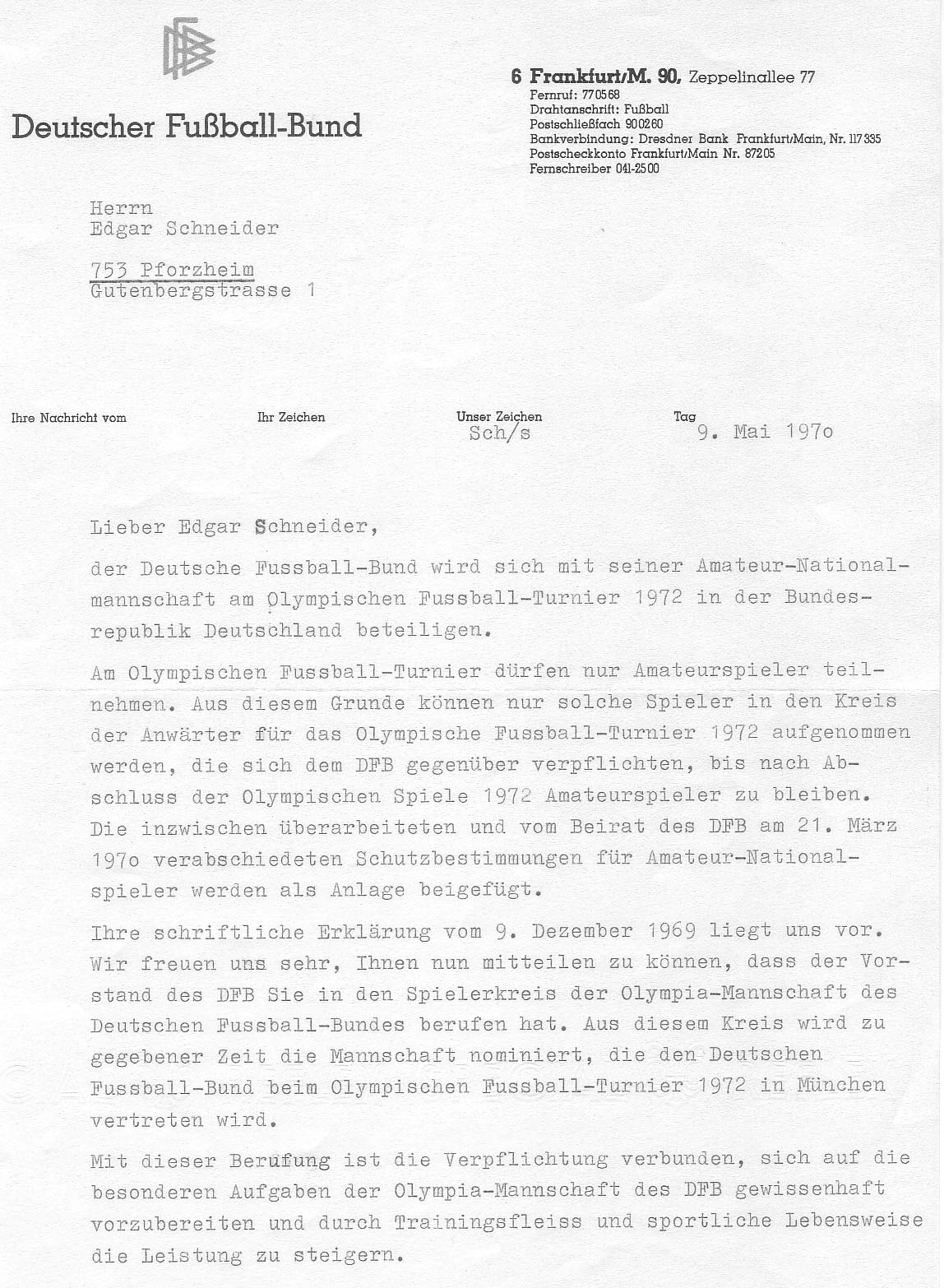
Einberufungsschreiben in den Spielerkreis der Olympiamannschaft 1972, Seite 1

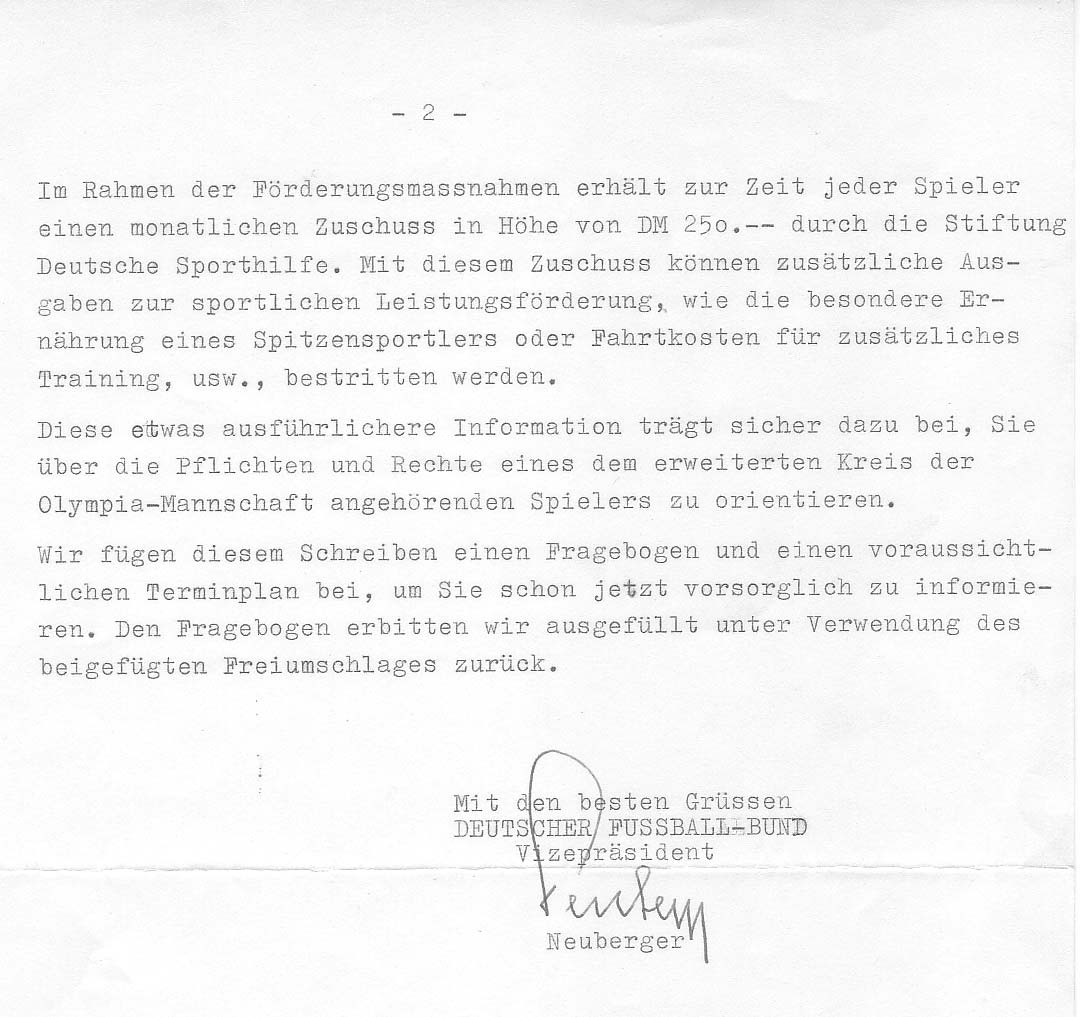

Da bereits mit Wahl vom 26. April 1966 durch das IOC in Rom München als Austragungsort der Olympischen Sommerspiele 1972 gewählt worden war, kann man die Etappe nach dem letzten UEFA-Gruppenspiel am 7. April 1970 als den eigentlichen Beginn der direkten Vorbereitungsphase der Amateurnationalmannschaft auf die Olympischen Spiele 1972 bezeichnen.

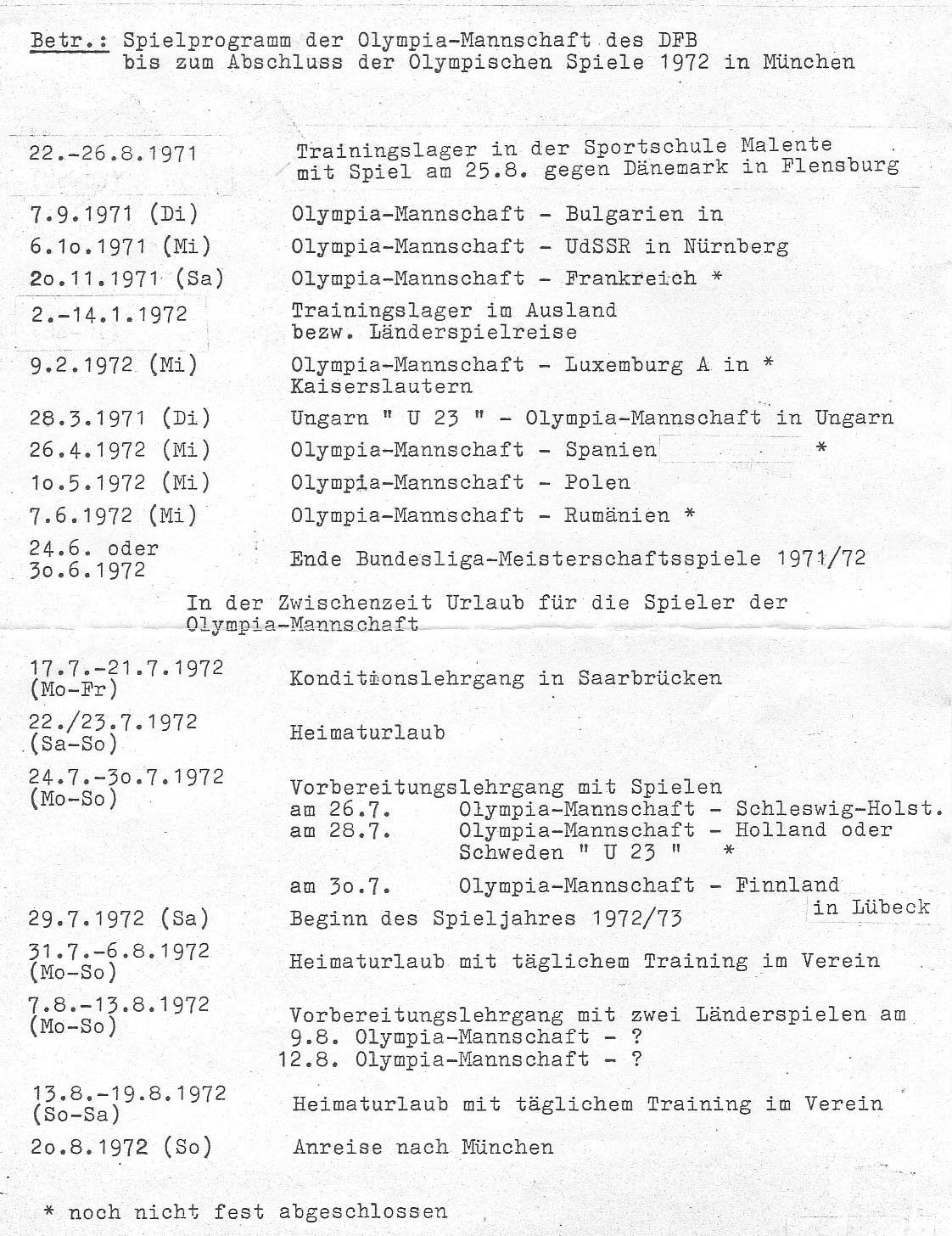
Spielprogramm der Olympiamannschaft ab August 1971

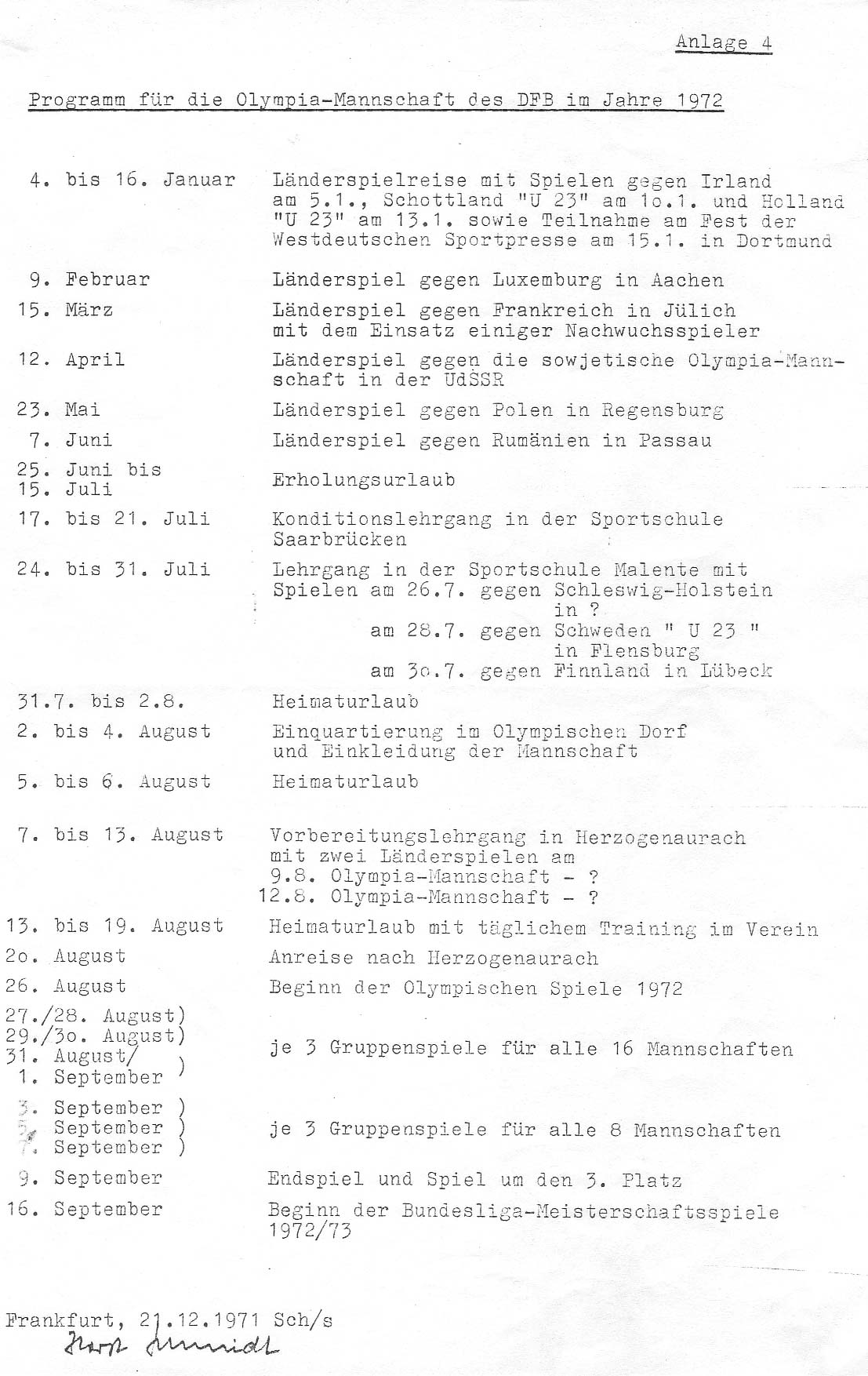
Spielprogramm der Olympiamannschaft im Jahre 1972

Mit dem neuen DFB-Trainer Jupp Derwall, er hatte den vormaligen DFB-Trainer Udo Lattek (1. April 1965 bis 1969) ab 1970 abgelöst, war die sportliche Verantwortung für die DFB-Amateure mit dem Ziel der Olympiade 1972, neu aufgestellt. Die Zielsetzung ergibt sich schon aus der Anzahl der nun ausgetragenen Länderspiele: Von 1970 bis 1972 wurden 39 Amateurnationalspiele ausgetragen. Von 1952 bis 1969 waren es in 18 Jahren insgesamt 74 Länderspiele gewesen., Dazu gehört auch die „Schaffung“ des „Olympiaamateurs“ durch den DFB. Dieser verpflichtete sich gegenüber dem Verband für einen bestimmten Zeitraum – zumeist bis zum nächsten olympischen Fußballturnier – Amateur zu bleiben. Er konnte aber uneingeschränkt für Lizenzmannschaften spielen und wurde – vom Gehalt abgesehen – wie ein Lizenzspieler behandelt. Der von der FIFA mit dem IOC ausgehandelte Kompromiss über die Zulassungsbestimmungen zum olympischen Fußballturnier, „dass nur solche Spieler für das Olympiaturnier zugelassen waren, die offiziell keine Zahlungen angenommen hatten und die nicht bei einer Weltmeisterschaftsendrunde eingesetzt worden waren“ war Geburtshelfer der Konstruktion „Olympiaamateur“. Die Amateurregel, die bis 1971 Gültigkeit besaß und bestimmte, dass Berufssportler bei olympischen Wettbewerben nicht startberechtigt waren, wurde durch die olympische Zulassungsregel abgelöst, die den Begriff des Amateurs nicht mehr verwendete.
Das olympische Fußballturnier sollte eine erfolgreiche Amateurnationalmannschaft des DFB erleben, daher wurden die neuen Zulassungsregeln auch vom DFB im weitest anwendbaren Sinn genutzt.
Die mehrwöchige Afrika-Tournee Ende 1970/Anfang 1971 war ein weiterer Baustein bei der geplanten Schaffung einer leistungsstarken Mannschaft für die Spiele in München. Sie diente sicherlich zum Testen und Einspielen des Spielerkaders, dem Fördern des Mannschaftsgeistes, war aber auch ein deutlicher Hinweis an die Spieler, dass der DFB der „Olympia-Mannschaft“ eine sichtbare Wertigkeit einräumte und es nicht nur bei Worten belassen wollte, also auch über den Einsatz von Finanzmitteln versuchte, das Projekt nach vorne zu bringen.
Vom 25. März bis 21. November 1970 absolvierte die Mannschaft von Jupp Derwall acht Länderspiele. Dabei debütierten Hans-Jürgen Bradler, Reiner Hollmann, Ewald Hammes und Roland Stegmayer in der Amateurnationalmannschaft. Zur Jahreswende 1970/71 flog die Mannschaft nach Afrika und trug vom 27. Dezember 1970 bis zum 16. Januar 1971 Freundschaftsspiele gegen Nigeria, Togo, Ghana, die Elfenbeinküste, Liberia, Sierra Leone und den Senegal aus. Von den Olympiaqualifikationsspielen des Jahres 1967 waren mit Erhard Ahmann, Dieter Mietz, Dieter Zorc und Egon Schmitt nur noch vier Spieler dabei, alle übrigen (Bradler, Schauber, Semlitsch, Bleidick, Bitz, Sohnle, Haebermann, Edgar Schneider, Stegmayer, Nickel, Hammes, Helgert, Beichle, Kalb, Wunder) waren später zur Amateurnationalmannschaft gestoßen und wiesen schon deutlich den Weg auf, hin zur Bundesliga, weg von den Amateurligen, Regionalliga war noch angemessen.

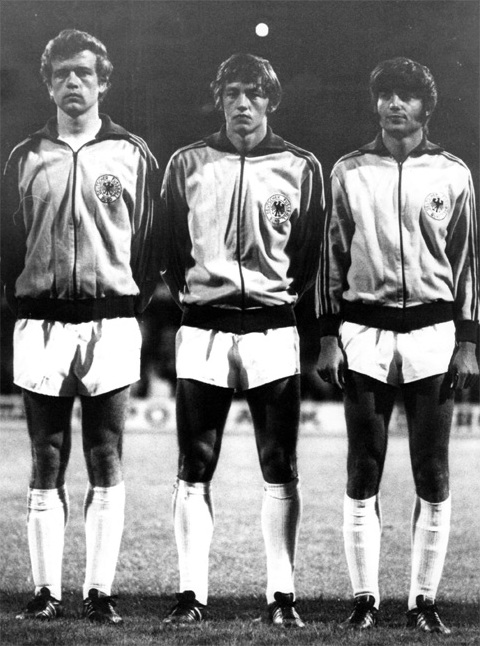
Die Nationalspieler Haebermann, Schneider und Kalb am 7. September 1971 vor dem Bulgarien-Länderspiel (3:1)

Ab März 1971 ging es mit sieben Länderspielen mit der Vorbereitung auf Olympia 1972 weiter. Dieter Zorc verabschiedete sich mit seinem 32. Einsatz am 28. April in Santa Cruz gegen Spanien aus der Amateurmannschaft. Die Formation vom 6. Oktober beim 1:1 in Nürnberg gegen die Sowjetunion hatte schon deutlich Konturen für eine mögliche Stammbesetzung zu den Olympischen Spielen 1972:
Hans-Jürgen Bradler – Heiner Baltes, Friedhelm Haebermann, Reiner Hollmann, Egon Schmitt – Jürgen Kalb, Hermann Bitz, Bernd Nickel – Uli Hoeneß, Klaus Wunder, Roland Stegmayer
Der Vorbereitungs-Marathon ging 1972 unvermindert weiter. Vom 5. Januar bis zum 30. Juli bestritten die DFB-Amateure zehn weitere Testspiele. Anscheinend stand DFB-Trainer Derwall zu der alten Fußballer-Weisheit, dass „Spiele das beste Trainingsmittel sind“ und wähnte sich durch die Häufigkeit der Vorbereitungs-Länderspiele auf gutem Weg zu einem erfolgreichen Olympiaturnier. In den zehn Länderspielen vor den Spielen in München kamen 31 Spieler zum Einsatz. Das Problem war dabei: Der Vorteil des Einspielens einer Mannschaft durch eine Testspielserie darf nicht durch den Nachteil des zu großen Spielerkaders der zum Einsatz gebracht wird, aufgehoben werden.
Bei den 31 eingesetzten Spielern vor den Spielen in München rekrutierte sich nur noch Torhüter Hans-Peter Schauber aus dem Amateurlager. Er spielte in der Runde 1972/73 mit Rot-Weiss Frankfurt in der Amateurliga Hessen.
Personell kamen in den Testspielen des Jahres 1972 noch Torhüter Günter Wienhold, Verteidiger Manfred Kaltz und die beiden Stürmer Ronald Worm und Ottmar Hitzfeld in den Olympiakader. Worm, Jahrgang 1953, spielte noch am 22. Mai in Spanien im UEFA-Jugendturnier für Deutschland im Finale und sollte ebenso wie der beim FC Basel in der Schweiz aktive Stürmer Hitzfeld für Tore beim Olympiaturnier sorgen. Die zwei letzten Spiele vor dem Olympiaturnier am 28. Juli in Flensburg gegen Schweden (Junioren) und am 30. Juli in Lübeck gegen Finnland brachten aber mit 1:5 bzw. 1:2 Toren zwei bittere Niederlagen mit sich, die für Moral und Selbstbewusstsein im Spielerkreis nicht förderlich waren, aber auch nicht für die nötige Unterstützung bei den von Erfolg verwöhnten (Nationalmannschaft gewann vom 14. bis 18. Juni 1972 die Europameisterschaft) deutschen Fans sorgen konnten. Es gab aber auch persönliche Konsequenzen: Olympiaamateur Edgar Schneider wurde nach dem Länderspiel gegen Finnland am 30. Juli in Lübeck, auf der Busfahrt zur Sportschule Malente, die Rückstufung aus dem „direkten 19-köpfigen Aufgebot“ in den sieben Spieler zählenden Kreis der „auf Abruf“ bereitstehenden Spieler, mitgeteilt. Ottmar Hitzfeld nahm den Platz des Bayern-Stürmers ein.

### Turnier

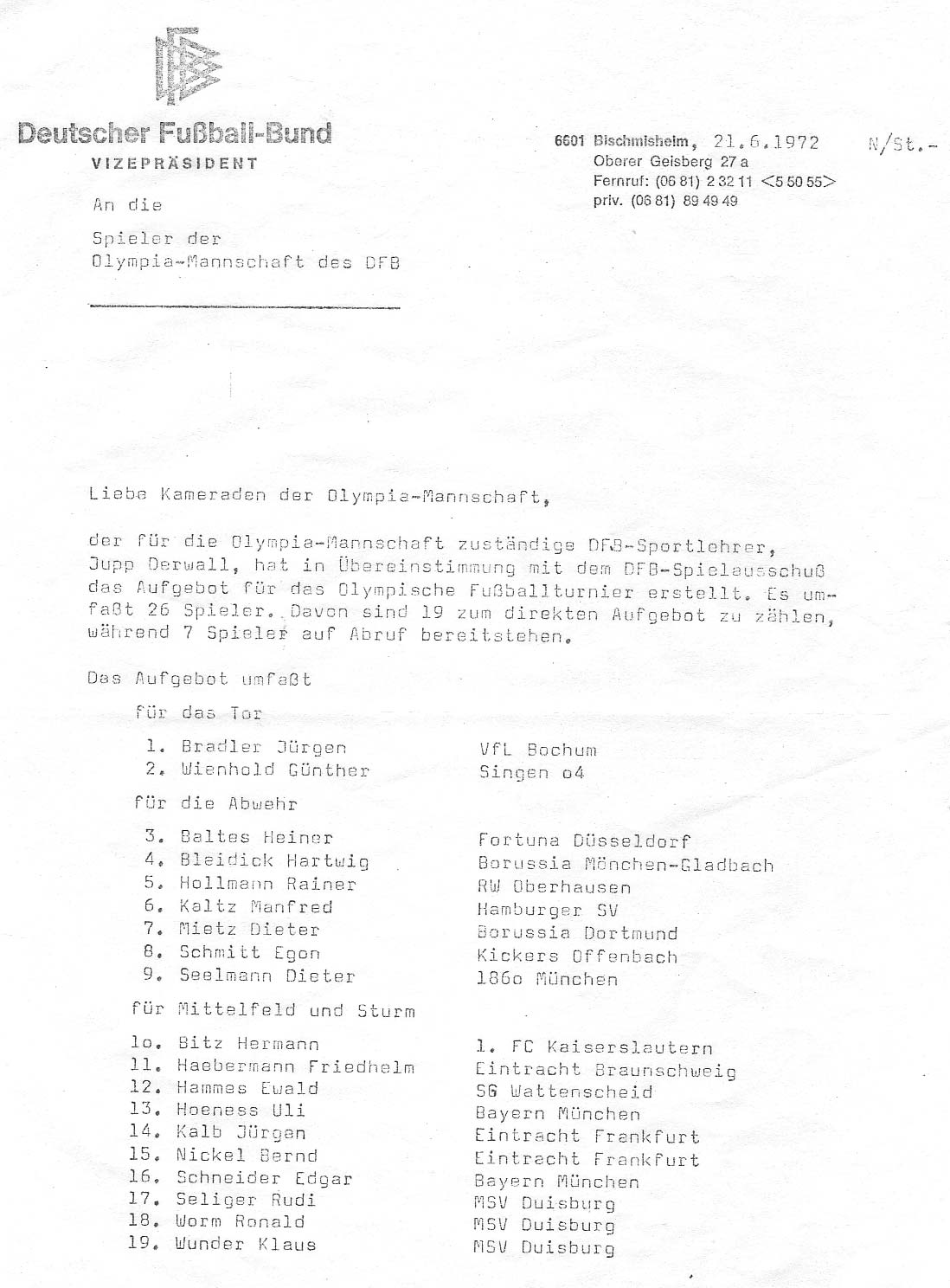
Schreiben des DFB zur Einberufung des endgültigen Aufgebots, Seite 1

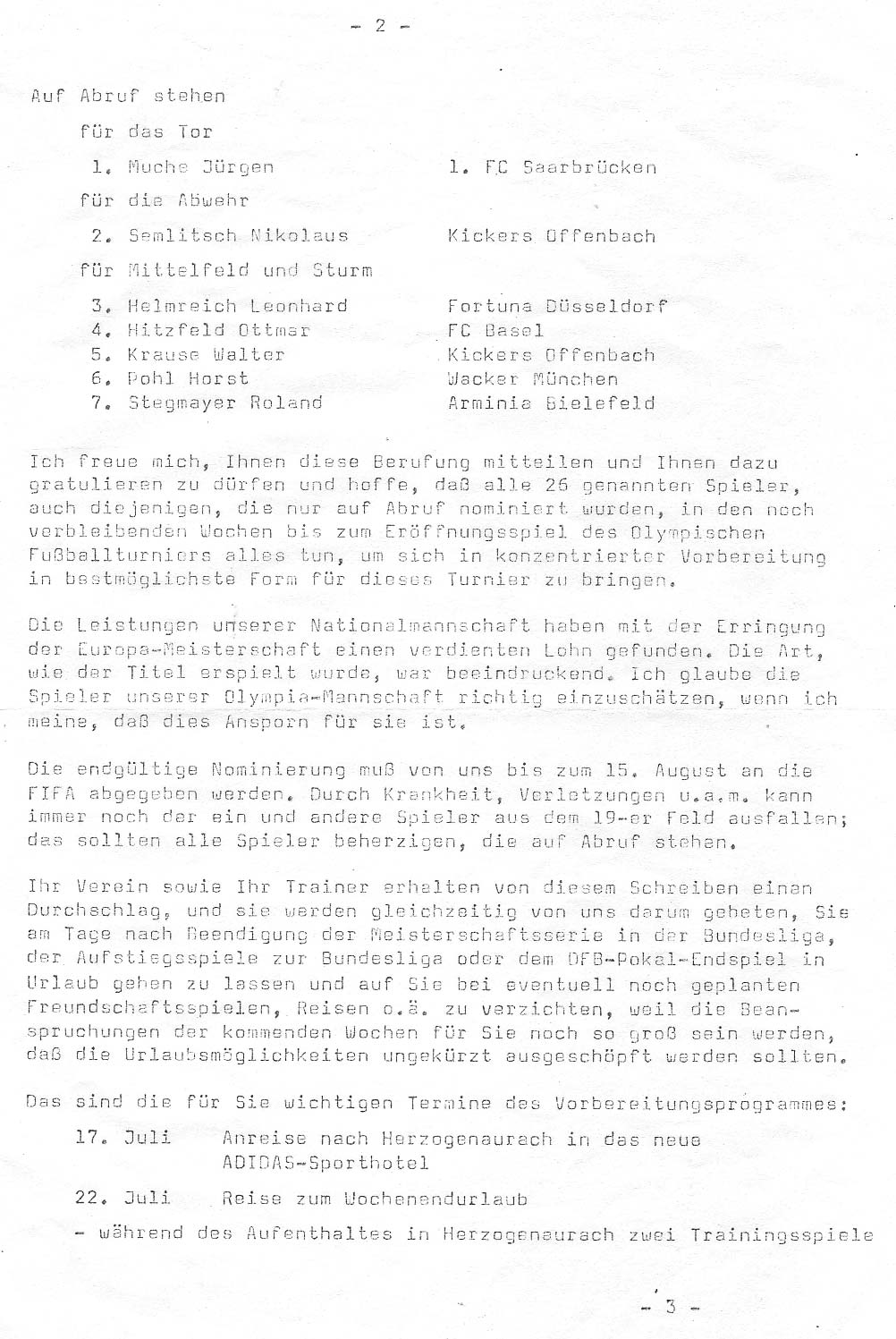

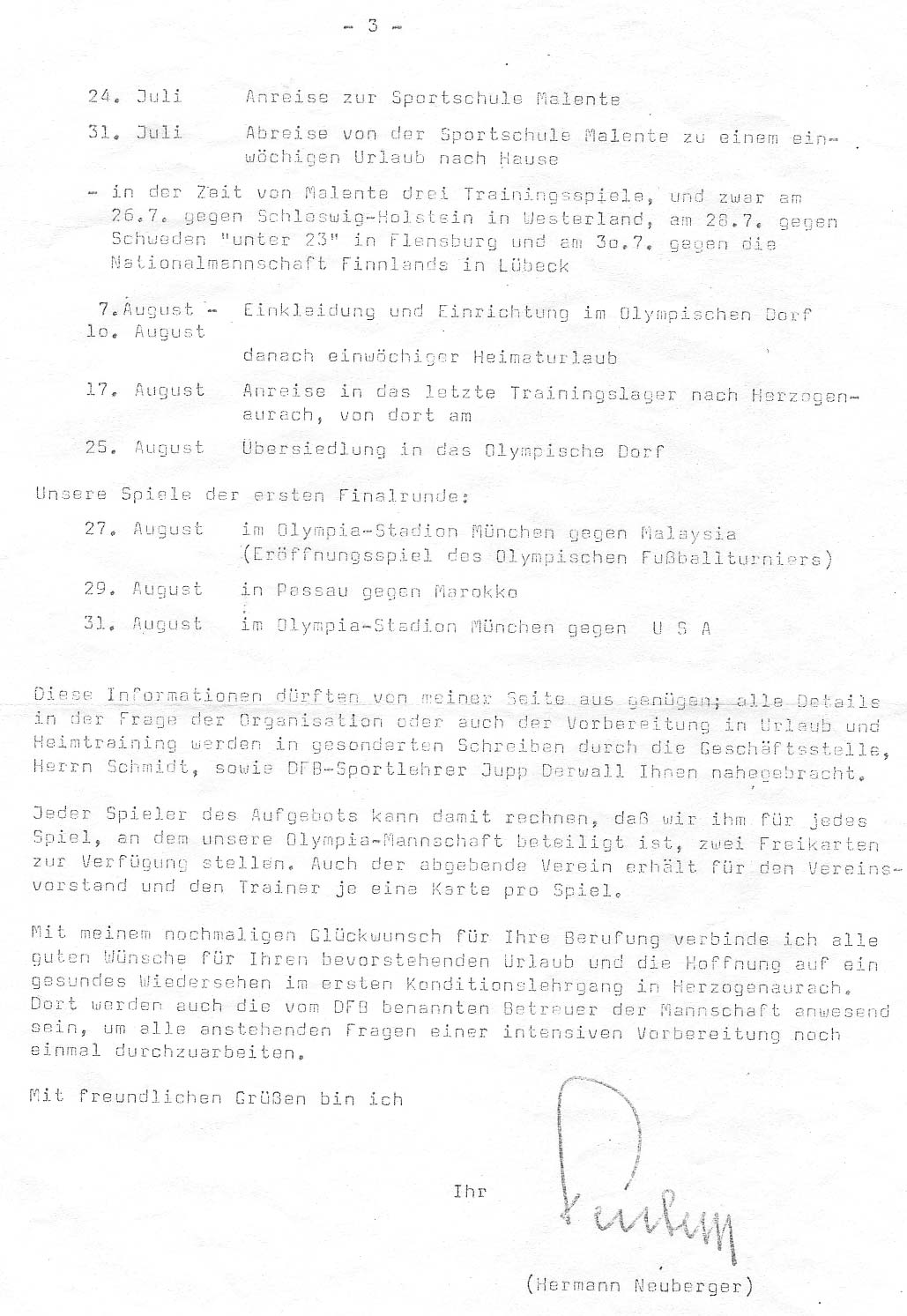

Mit einem 3:0-Sieg am 27. August in München gegen Malaysia startete die deutsche Amateurnationalmannschaft in das olympische Fußballturnier. Durch die weiteren Erfolge gegen Marokko (3:0) und die USA (7:0) zog die Mannschaft ohne Gegentreffer und mit der maximalen Punkteausbeute in die Zwischenrunde ein. Gegner waren jetzt Mexiko, Ungarn und die DDR. Durch die bekannte Stärke der Ostblockmannschaften (A-Nationalmannschaften) war gegen Mexiko unbedingt ein Erfolg nötig, um damit als Ausgangsposition gegen Ungarn und die DDR taktieren zu können. Am 3. September reichte es in Nürnberg gegen Mexiko aber lediglich zu einem 1:1-Unentschieden. Die Träume von einem erfolgreichen Olympiaturnier platzten endgültig beim zweiten Zwischenrundenspiel der Gruppe I gegen den Olympiasieger von 1968, Ungarn, am 6. September in München. Überlegen mit 4:1 Toren setzten sich die Spieler um Antal Dunai und László Bálint gegen die DFB-Elf durch.
Da auch die prestigeträchtige Begegnung zwei Tage später vor 80.000 Zuschauern im Olympiastadion gegen die DDR mit 2:3 Toren eine weitere Niederlage brachte, war das Turnier für die Mannschaft um den Europameister Uli Hoeneß damit mit 1:5 Punkten in der Zwischenrunde beendet. In der 83. Spielminute erzielte Eberhard Vogel den Siegtreffer. Davor stand es nach Toren von Jürgen Pommerenke und Joachim Streich für die DDR und Hoeneß und Hitzfeld für die Derwall-Truppe 2:2 unentschieden.
Angetreten war die Mannschaft in folgender Aufstellung:
Hans-Jürgen Bradler – Heiner Baltes, Egon Schmitt, Reiner Hollmann (75. Rudolf Seliger), Friedhelm Haebermann – Jürgen Kalb, Hermann Bitz, Bernd Nickel, Uli Hoeneß – Ottmar Hitzfeld, Klaus Wunder (59. Ronald Worm)
Sportlich muss man die Formation des Olympiasiegers Polen um die Asse Kazimierz Deyna, Włodzimierz Lubański, Robert Gadocha, Jerzy Gorgoń und Grzegorz Lato an dem dritten Platz der Fußball-Weltmeisterschaft 1974 – dort trat Polen ohne den verletzten Starstürmer Lubanski an – messen, die traditionelle Stärke von Ungarn bei den olympischen Turnieren (Olympiasieger 1952, 1964, 1968) kam auch in München zum Tragen, sowie die leistungsstarken Mannschaften der Sowjetunion (Oleh Blochin und Jewgeni Rudakow) und der DDR (Fußball-Weltmeisterschaft 1974: am 22. Juni 1974 in Hamburg 1:0-Sieg gegen die DFB-Elf) wären auch für die A-Nationalmannschaft ernsthafte Gegner gewesen. Die Spielernamen bei den ebenfalls in der Zwischenrunde gescheiterten Dänen, Per Røntved und Allan Simonsen, weisen ebenfalls auf die Überlegenheit der „Staatsamateure“ hin. Die ersten vier Plätze wurden belegt durch Polen (Gold), Ungarn (Silber), Sowjetunion und DDR (gemeinsam Bronze). Fairerweise muss aber festgehalten werden, dass mit den „Olympiaamateuren 1972“ erstmals eine Bundesliga-Auswahl zur Verfügung stand, die man nicht mehr mit den DFB-Vorgängerteams der traditionellen Amateurmannschaften vergleichen konnte.
Folgende Spieler sind insgesamt bei Olympia zum Einsatz gekommen:
| Name                 | aktiv beim Verein        | Spielklasse          | Position    | Einsätze 1972/73 |
| -------------------- | ------------------------ | -------------------- | ----------- | ---------------- |
| Günter Wienhold      | Eintracht Frankfurt      | Bundesliga           | Torhüter    | 4                |
| Hans-Jürgen Bradler  | VfL Bochum               | Bundesliga           | Torhüter    | 7                |
| Heiner Baltes        | Fortuna Düsseldorf       | Bundesliga           | Verteidiger | 7                |
| Reiner Hollmann      | Rot-Weiß Oberhausen      | Bundesliga           | Verteidiger | 34               |
| Egon Schmitt         | Kickers Offenbach        | Bundesliga           | Verteidiger | 26               |
| Friedhelm Haebermann | Eintracht Braunschweig   | Bundesliga           | Verteidiger | 32               |
| Hartwig Bleidick     | Borussia Mönchengladbach | Bundesliga           | Verteidiger | 9                |
| Manfred Kaltz        | Hamburger SV             | Bundesliga           | Verteidiger | 33               |
| Dieter Mietz         | Spfrd Siegen             | Regionalliga West    | Verteidiger | 33               |
| Hermann Bitz         | 1. FC Kaiserslautern     | Bundesliga           | Mittelfeld  | 33               |
| Uli Hoeneß           | FC Bayern München        | Bundesliga           | Mittelfeld  | 34               |
| Bernd Nickel         | Eintracht Frankfurt      | Bundesliga           | Mittelfeld  | 26               |
| Jürgen Kalb          | Eintracht Frankfurt      | Bundesliga           | Mittelfeld  | 29               |
| Rudolf Seliger       | MSV Duisburg             | Bundesliga           | Angriff     | 29               |
| Ronald Worm          | MSV Duisburg             | Bundesliga           | Angriff     | 33               |
| Klaus Wunder         | MSV Duisburg             | Bundesliga           | Angriff     | 34               |
| Ewald Hammes         | SG Wattenscheid 09       | Regionalliga West    | Angriff     | 32               |
| Ottmar Hitzfeld      | FC Basel                 | Nationalliga Schweiz | Angriff     | 24-16 (1971/72)  |

## Amateur-Europameisterschaften 1973/74 und 1977/78
Die Mannschaft der Bundesrepublik Deutschland wurde 1974 im Wettbewerb um den UEFA Amateur Cup in Rijeka gemeinsam mit Gastgeber Jugoslawien zum Europameister erklärt. Das Endspiel konnte am 28. April 1974 wegen starker Regenfälle (unbespielbarer Platz) nicht ausgetragen werden. In den Gruppenspielen hatte sich die DFB-Elf gegen Malta und England durchgesetzt, wobei der 3:1-Heimsieg am 13. März 1974 in Bielefeld gegen England die Entscheidung für Deutschland (bei jeweils 6 Punkten wies Deutschland 10:2 Tore gegenüber 7:3 Englands auf) bedeutete.
Die Mannschaftsaufstellung lautete:
Jürgen Muche (1. FC Saarbrücken; RL Südwest) – Heiner Baltes (Fortuna Düsseldorf; Bundesliga), Egon Schmitt (1. FC Saarbrücken; RL Südwest), Charly Körbel (Eintracht Frankfurt; Bundesliga), Ernst Traser (1. FC Saarbrücken; RL Südwest) – Heinz Traser (1. FC Saarbrücken; RL Südwest), Werner Schneider (MSV Duisburg; Bundesliga), Uli Stielike (Borussia Mönchengladbach; Bundesliga) – Rudolf Seliger (MSV Duisburg; Bundesliga), Walter Krause (Hamburger SV; Bundesliga), Ewald Hammes (SG Wattenscheid 09; RL West)
Die Halbfinalspiele wurden am 26. April 1974 in Rijeka ausgetragen. Deutschland trennte sich von Holland nach Verlängerung mit 1:1 unentschieden und setzte sich im Elfmeterschießen (4:2) durch. Gastgeber Jugoslawien gewann die zweite Halbfinalbegegnung gegen Spanien mit 2:1 Toren.
Im Jahre 1975 standen die zwei Olympiaqualifikationsspiele gegen Spanien im April und Mai auf dem Terminplan. Am 16. April endete das Hinspiel in Bielefeld mit 0:0 Toren unentschieden. Vier Wochen später, am 15. Mai in Barcelona, setzte sich Spanien knapp mit 3:2 Toren durch.
Der gesamte Kader spielte in der Saison 1974/75 entweder in der Bundesliga (Werner Schneider, Jürgen Kalb, Uli Stielike, Heinz Wilhelmi, Lorenz-Günther Köstner, Frank Schäffer, Walter Krause, Rudolf Weiler, Rudolf Seliger) bzw. in der 2. Bundesliga (Manfred Behrendt, Gernot Rohr, Ernst und Heinz Traser, Egon Schmitt, Ewald Hammes, Hans-Otto Hiestermann).
Der Begriff Amateurnationalmannschaft war zu diesem Zeitpunkt schon weit hergeholt, zumindest mit dem Spielermaterial der Amateurligen innerhalb der DFB-Zuständigkeit hatte diese „Amateurnationalmannschaft“ nichts mehr zu tun. Die administrativen Rahmenbedingungen wurden aber beim spanischen Konkurrenten in gleicher Weise praktiziert. Auch da wurden junge Talente der Primera División zum Einsatz gebracht. Torhüter Pedro María Artola, die Feldspieler Ico Aguilar, Julio Cardeñosa, Santiago Idígoras Bilbao, Jesús María Satrústegui und Daniel Solsona Puig gehörten in der Saison 1974/75 alle schon Mannschaften aus dem Profilager an.
Es folgten 1976 fünf Länderspiele gegen Österreich, Dänemark (je ein Spiel gegen die Junioren und die U 21), Jugoslawien und Israel. Alle Spiele wurden gewonnen. Die späteren A-Nationalspieler Matthias Herget, Hans-Peter Briegel, Hansi Müller, Uli Stein und Karlheinz Förster lieferten in diesem Jahr ihr Debüt in der Amateurnationalmannschaft ab.
Im Jahr 1977 bestritt die Mannschaft vier Gruppenspiele in der Amateur-Europameisterschaft gegen Belgien und Frankreich. Mit 12:0 Toren und acht Punkten wurde souverän der erste Platz in der Gruppe vier errungen. Im Mai 1978 fanden die Endspiele in Athen statt. Das Halbfinalspiel der DFB-Amateure gegen Jugoslawien endete nach Verlängerung 0:0 unentschieden und im Elfmeterschießen verlor die deutsche Mannschaft mit 1:3. Zwei Tage später, am 15. Mai, wurde aber mit einem klaren 3:0-Sieg gegen Irland das Spiel um Platz drei gewonnen.
Die Mannschaftsaufstellung vom 15. Mai:
Heinz-Josef Koitka (Eintracht Frankfurt; Bundesliga) – Karl-Heinz Geils (Werder Bremen; Bundesliga), Matthias Herget (VfL Bochum; Bundesliga), Egon Schmitt (1. FC Saarbrücken; Bundesliga), Rainer Nicot (1. FC Köln; Bundesliga) – Karlheinz Förster (VfB Stuttgart; Bundesliga), Josef Weikl (Fortuna Düsseldorf; Bundesliga), Norbert Eder (1. FC Nürnberg; 2. Bundesliga Süd), Hans-Peter Briegel (1. FC Kaiserslautern; Bundesliga) – Ronald Borchers (Eintracht Frankfurt; Bundesliga), Werner Dreßel (Werder Bremen; Bundesliga)
Vom 12. November 1975 – 1:0 gegen Luxemburg A – bis zum 26. Oktober 1977 – 2:0 gegen Belgien – blieb die Amateurnationalmannschaft in zehn Länderspielen ohne Gegentor und gewann dabei alle Spiele. DFB-Trainer Jupp Derwall setzte in diesem Zeitraum über 35 Spieler ein. Ewald Hammes und Egon Schmitt, die Korsettenstangen einer sonst jungen Besetzung, kamen jeweils zu neun Einsätzen.
Mit seinem 79. Einsatz in der Amateurnationalmannschaft beendete Egon Schmitt nach dem Länderspiel am 26. September 1978 in Bielefeld gegen China A (2:1) seine Laufbahn in der Auswahlmannschaft, in der er elf Jahre eine unverzichtbare Größe dargestellt hatte.
Mit dem Spiel in Bielefeld beendete der DFB auch den Versuch, mit den sogenannten „Olympia-Amateuren“ aus der Bundesliga und Zweiten Liga gegen die „Staats-Amateure“ aus dem Ostblock konkurrieren zu können, die seit 1952 – weitgehend mit A-Nationalmannschaften – sämtliche olympische Goldmedaillen errangen. Die Konzeption war immer umstritten gewesen und bewegte sich am Rande der Amateur-Legalität. Die geistigen Väter der kühnen Konstruktion rechtfertigten sich damit, dass der Ostblock ja noch viel weniger Hemmungen an den Tag legte und auch andere Sportarten mit der Auslegung des Amateurbegriffs nicht gerade pingelig verfuhren.

## 1979 – das letzte Jahr der Amateurnationalmannschaft
Vom 20. März bis 14. November 1979 trugen die DFB-Amateure unter dem zuständigen DFB-Trainer Erich Ribbeck nochmals neun Länderspiele aus. 37 Spieler kamen dabei zum Einsatz. Es war kein Spieler mehr dabei, der in Athen im Mai 1978 den dritten Platz bei der Europameisterschaft der Amateure/UEFA Amateur Cup errungen hatte. Im letzten Jahr der Amateurnationalmannschaft 1979 kamen die Spieler wieder aus den Amateurligen. Die Vereine, aus denen sich die Mehrzahl der Spieler rekrutierten – SV Kuppenheim, ASV Wuppertal, VfL Wolfsburg, Hagener SV, SpVgg Erkenschwick, FC 08 Villingen, TuS Neuendorf, 1. FC Eislingen, SV Atlas Delmenhorst, Offenburger FV, ESV Ingolstadt-Ringsee, SC Fürstenfeldbruck, VfB Eppingen, VfR Bürstadt, VfR Heilbronn, VfR Mannheim, FC Rastatt 04, SC Union 06 Berlin, TSV 1860 Rosenheim, MTV Gifhorn – stehen dafür.
Die vier Olympiaqualifikationsspiele gegen Finnland und Norwegen bildeten den sportlichen Höhepunkt des Sommer/Herbstes 1979 für die neu zusammengestellte Mannschaft.
Mit einem Heimspiel am 13. September begann die Qualifikationsserie in Oberhausen gegen Finnland. Mit 2:0 Toren glückte der Start gegen die Finnen. 14 Tage später, am 26. September, verloren die Amateure aber mit dem gleichen Ergebnis in Trondheim gegen Gastgeber Norwegen. Durch das folgende 0:0-Unentschieden in Helsinki und die abschließende 0:1-Niederlage am 14. November in Baunatal gegen Norwegen verspielte die Amateurnationalmannschaft die Chance sich für die Olympischen Spiele 1980 in Moskau zu qualifizieren. In der norwegischen Mannschaft machten die späteren Bundesligaprofis Jan Einar Aas und Arne Larsen Økland auf sich aufmerksam. Kicker-Redakteur Werner Schilling beendete seinen Spielbericht aus Baunatal mit folgenden Worten: „Es war das Ende der Ära einer Illusion, ohne Image-Verlust einem altväterlichen Amateur-Wahn die Reverenz erweisen zu können, den außer einigen weltfremden IOC-Herren keiner mehr ernst nimmt.“
Mit dem 154. Länderspiel in Baunatal gegen Norwegen endete die Geschichte der Amateurfußballnationalmannschaft.
Die Mannschaftsaufstellung:
Valentin Herr (Bayer 04 Leverkusen; Verbandsliga Mittelrhein) – Hans-Jörg Stiller (Fortuna Düsseldorf; Verbandsliga Niederrhein/Bundesliga: 1 Spiel), Dieter Bernhardt (SC Fürstenfeldbruck; Landesliga Süd/Bayern), Karl Richter (FC 08 Villingen; AOL Baden-Württemberg), Roland Dickgießer (SV Waldhof Mannheim; 2. Bundesliga Süd) – Uwe Eplinius (SpVgg Erkenschwick; AOL Westfalen), Dieter Kohnle (SSV Ulm 1846; 2. Bundesliga Süd), Ralf Obermüller (VfB Stuttgart; AOL Baden-Württemberg) – Michael Grünewald (Kickers Offenbach; 2. Bundesliga Süd), Klaus Gahr (MTV Gifhorn; AOL Nord), Arno Wolf (1. FC Kaiserslautern; Bundesliga/11 Spiele). Eingewechselt wurden: Günter Franusch (Kickers Offenbach; 2. Bundesliga Süd) 66. M. für Bernhardt, Hermann Sixt (TSV 1860 Rosenheim; AOL Bayern) 46. M. für Wolf
Für Norwegen, das sich sportlich qualifiziert hatte, sprang nach dem Boykott (die USA untersagte die Teilnahme der amerikanischen Olympiamannschaft, nachdem die sowjetische Armee in Afghanistan einmarschiert war, worauf sich weitere Nationen dem Boykott anschlossen) Finnland für das olympische Fußballturnier ein.

## Ausrüstung, Motivation und Wahrnehmung in der Öffentlichkeit

### Ausrüstung
Seit Beginn der Amateurnationalmannschaft im Jahre 1952 zeichnete der DFB für den Dress und das Schuhwerk der Amateurnationalspieler verantwortlich. Optisch unterschied sich die Ausrüstung nicht von der der A-Nationalmannschaft. Bis zur Fußball-Weltmeisterschaft 1962 in Chile trugen die DFB-Mannschaften das klassisch weiß-schwarze Trikot mit Bundesadler auf der Brust und Schnürung am Brust-Halsbereich. Dazu die passenden schwarzen Hosen und Stutzen, wobei die Stutzen am Kniebereich weiß abgesetzt waren. Erst zur Weltmeisterschaft 1966 in England kam die T-Shirt-Form mit Rund- oder V-Kragen und mit weißen Stutzen zum Einsatz. Bei der Amateurnationalmannschaft war der Ausrüstervertrag des DFB mit der Firma Adidas erstmals in aller Deutlichkeit bei den Olympischen Sommerspielen 1972 in München sichtbar. Modische Trainings- und Freizeitanzüge komplettierten die herausragende Unterkunft und Trainingsbedingungen am Firmensitz in Herzogenaurach. In den Anfangsjahren war die Anfahrt der Spieler mit der Bundesbahn und die Unterbringung in den Verbandssportschulen die Regel.

### Motivation
Für den Amateurfußball im Bereich des DFB stellte die Einführung der deutschen Meisterschaft der Amateure im Jahre 1951, die Gründung der deutschen Fußballnationalmannschaft der Amateure und die Teilnahme an den Olympischen Spielen im Jahre 1952 in Helsinki eine elementare Weichenstellung dar. Damit schuf der DFB für den Spitzenfußball im Amateurbereich eine Plattform, in der es sich auch leistungsmäßig lohnte zu trainieren und zu spielen und zumindest von Fall zu Fall, den Verlockungen des Vertragsangebots aus dem Oberligabereich, zu widerstehen. Nach der gescheiterten Olympiaqualifikation für die Spiele 1960 in Rom, sah sich der DFB veranlasst, neben dem alleinigen Anziehungspunkt „Olympische Spiele“ neue Wege zu beschreiten, um die Amateurnationalmannschaft weiterhin als lohnendes Ziel für die zumeist umworbenen Talente aus den Amateurligen vermitteln zu können. Ab 1963 nahmen die DFB-Amateure an internationalen Turnieren teil (England-Turnier vom 15. bis 22. Mai) und unternahmen spektakuläre Fernreisen. Im Oktober 1963 nahm die Mannschaft am „Vorolympischen Turnier“ in Tokio teil, im Mai 1964 in Italien an einem Internationalen Amateurturnier, 1966 erstmals am UEFA Amateur Cup, zur Jahreswende 1967/68 folgte eine Asienreise mit Länderspielen gegen Burma, Thailand, Malaysia, Hongkong, Philippinen und Japan. Vor den Olympischen Spielen 1972 in München führte der DFB eine Afrika-Fahrt mit den Stationen Lagos, Lome, Accra, Abidjan, Monrovia, Freetown und Dakar vom 24. Dezember 1970 bis 18. Januar 1971 durch. Diese Veranstaltungen dienten immer zwei Zwecken: Einmal der Vertiefung und Festigung des Mannschaftsgefühls, zum zweiten aber auch als „Lockmittel“ für Aspiranten der Amateurmannschaften und als Belohnung für langjährige Leistungsträger der Mannschaft.

### Wahrnehmung in der Öffentlichkeit
Im Startjahr der Amateurnationalmannschaft 1952 standen die regionalen Oberligen, die Endrunde um die deutsche Meisterschaft, die Repräsentativspiele der Regionalverbände und die A-Nationalmannschaft eindeutig im Mittelpunkt der Öffentlichkeit. Dort strömten die Zuschauermassen in die großen Stadien. Mit der Etablierung der Fußball-Bundesliga ab der Saison 1963/64 und der Europa-Cup-Wettbewerbe der Vereinsmannschaften traten neben die A-Nationalmannschaft noch zwei weitere Zuschauer-Magneten erster Güte.
Für die Amateurnationalmannschaft galt dies von Anfang an nicht. Im Schatten des Spitzenfußballs in Deutschland mussten die Amateure ein „Nischen“-Dasein fristen. Auch die Zuschauerzahlen bei den Endspielen um die deutsche Meisterschaft der Amateure spiegelt das deutlich wider:
Als der DFB organisatorisch das Finale der Amateure in den Anfangsjahren mit dem der Vertragsspieler in den Jahren 1951 (Zuschauer: 70.000), 1952 (Zuschauer: 80.000), 1956 (Zuschauer: 25.000–50.000), 1957 (Zuschauer: 30.000) und 1961 (Zuschauer: 70.000) als Vorspiel verband, war den Amateuren ein immenser Zuschauerzuspruch vergönnt. In der Oberliga-Ära ragen daneben auch noch die Finalspiele 1953 in Wuppertal mit 35.000 und 1958 in Dortmund mit 20.000 Zuschauern heraus. Ab dem Jahre 1964 gab es dann keine Endspiele um die deutsche Meisterschaft mehr – der Meister wurde in der Bundesliga-Saison ausgespielt –, jetzt konkurrierten die Amateure aber mit dem DFB-Pokalendspiel und den Aufstiegsrunden in die Fußball-Bundesliga im Juni des jeweiligen Jahres. Dazu kamen in den Jahren 1966, 1970, 1974 und 1978 noch die Turniere um die Fußball-Weltmeisterschaft und 1968, 1972, 1976 und 1980 die Endrunden um die Fußball-Europameisterschaft. Nicht zuletzt kam auch noch ab dem Jahr 1974 eine zusätzliche Konkurrenz durch das Endspiel um die Damen-Meisterschaft hinzu. Kamen 1964 noch 10.000 Zuschauer zum Endspiel nach Hagen, so ging der Zuschauerzuspruch im letzten Jahr der Amateurnationalmannschaft, 1979, auf 3.000 Interessierte in Ingolstadt bzw. 3.600 in Zehlendorf zurück.
Auch die Austragungsorte der Amateurländerspiele geben einen Hinweis auf die Stellung der Amateurnationalmannschaft in der Öffentlichkeit. Von 1963 bis 1971 wurden die Heimspiele in den Städten Siegen, Bamberg, Heilbronn, Wiesbaden, Koblenz, Gladbeck, Konstanz, Regensburg, Augsburg, Hamm, Frechen, Hagen, Meppen und Flensburg ausgetragen. In keiner Stadt spielte zu dem Zeitpunkt des Amateurländerspieles ein Oberliga- oder gar ein Bundesligaverein. Auch waren die dortigen Stadien nicht mit den Arenen der Spitzenvereine vergleichbar, nicht im Fassungsvermögen und auch nicht in der Ausstattung. Der DFB ging bewusst in die „Fußball-Provinz“, um damit die Amateurnationalmannschaft vor einem „hungrigen“ Publikum spielen zu lassen, wo man noch Unterstützung für den Amateurfußball erwarten konnte. Konnte man mit Größen des Amateurfußballes aufwarten, wie mit Herbert Schäfer und Gerhard Neuser aus Siegen und Dieter Zettelmaier aus Bamberg, dann wurde auch auf den Bonus dieser Spieler in ihrer Region gesetzt.
Der Zuschauerrekord im Bamberger Stadion resultiert aus dem Spiel der Amateurnationalmannschaft am 2. Mai 1964 gegen Frankreich mit 27.000 Zuschauern. Zettelmaier war als Mittelstürmer und Heinz-Herbert Kreh vom bayrischen Rivalen 1. FC Hassfurt war als Halbstürmer aufgeboten. Am 5. Juni 1963 sahen den 4:0-Erfolg gegen die von Dettmar Cramer betreuten Japaner in Siegen/Westfalen 15.000 Zuschauer. Das Finale im Amateur-Länderpokal des Jahres 1963 im Juni in Bayreuth zwischen Bayern und Hessen sahen 4.500 Zuschauer. Das Testspiel vor den deutsch-deutschen Ausscheidungsspielen im September in Karl-Marx-Stadt und Hannover der DFB-Amateure im Stadion Oberwerth in Koblenz gegen die Rheinland-Auswahl verfolgten 3.000 Zuschauer.
Bei dem Vorrunden-Spiel um den UEFA Amateur Wettbewerb am 22. November 1969 in Hagen/Westfalen, waren 15.000 Zuschauer Zeugen des 2:2-Unentschiedens der Truppe von DFB-Trainer Udo Lattek im dortigen Ischeland-Stadion.

## Spieler und Statistiken

### Herausragende Spieler

#### Anfangsjahre
Spieler wie Herbert Schäfer (Sportfreunde Siegen; 24 Spiele von 1952 bis 1960), Fritz Semmelmann (SpVgg Bayreuth; 11 Spiele von 1953 bis 1958), Matthias Mauritz (Fortuna Düsseldorf; 13 Spiele von 1952 bis 1959), Alfred Post (Rheydter SV/Eintracht Nordhorn; 10 Spiele von 1952 bis 1955), Johann Zeitler (VfB Bayreuth; 11 Spiele von 1952 bis 1956), Georg Stollenwerk (SG Düren 99; neun Spiele von 1952 bis 1953), Hermann Höfer (Eintracht Frankfurt; sechs Spiele von 1954 bis 1957) und Willi Gerdau (Heider SV; acht Spiele von 1956 bis 1960) prägten den ersten Abschnitt der Amateurnationalmannschaft.
Im Debütjahr 1952 setzte Bundestrainer Sepp Herberger in den sieben ausgetragenen Länderspielen auf einen Kern um die Spieler Schönbeck, Eberle, Jäger, Post, Sommerlatt, Schäfer, Stollenwerk, Zeitler, Schröder, Hinterstocker, Mauritz, Ehrmann und Klug.

#### In den 1960er Jahren
| Name                | Zeitraum  | Länderspiele | aktiv beim Verein                        |
| Erhard Ahmann       | 1962–1972 | 44           | TuS Sundern/Lüner SV/SVA Gütersloh       |
| Paul Alger          | 1967–1970 | 17           | 1. FC Köln/SC Viktoria Köln              |
| Helmut Bergfelder   | 1966–1971 | 22           | 1. FC Köln/Bonner SC/SC Fortuna Köln     |
| Walter Birkhold     | 1963–1966 | 18           | VfL Heidenheim                           |
| Gerhard Faltermeier | 1965–1968 | 13           | SSV Jahn Regensburg                      |
| Friedrich Giegeling | 1964–1966 | 11           | SSVg Velbert/SSV Heiligenhaus            |
| Franz-Josef Hönig   | 1963–1964 | 11           | FV 08 Geisenheim                         |
| Heinz-Herbert Kreh  | 1962–1966 | 19           | 1. FC Haßfurt                            |
| Horst Kunzmann      | 1958–1966 | 20           | 1. FC 08 Birkenfeld                      |
| Walter Liebich      | 1963–1964 | 13           | Lüner SV                                 |
| Günther Maaß        | 1966–1968 | 11           | Borussia Fulda/VfR Pforzheim             |
| Dieter Mietz        | 1967–1972 | 42           | Borussia Dortmund/Sportfreunde Siegen    |
| Gerhard Neuser      | 1960–1965 | 20           | Sportfreunde Siegen                      |
| Horst Pohl          | 1966–1972 | 18           | FC Wacker München                        |
| Klaus Schmidt       | 1967–1969 | 11           | SV Alsenborn                             |
| Friedhelm Schulte   | 1967–1970 | 20           | TuS Eving-Lindenhorst/SG Wattenscheid 09 |
| Werner Thelen       | 1967–1970 | 17           | 1. FC Köln                               |
| Dieter Zettelmaier  | 1961–1967 | 20           | 1. FC 01 Bamberg                         |
| Rainer Zobel        | 1967–1970 | 18           | SC Uelzen 09/Hannover 96                 |
| Dieter Zorc         | 1966–1971 | 32           | TuS Eving-Lindenhorst/Lüner SV           |
| Wilhelm Zott        | 1963–1964 | 12           | FC Wacker München                        |

#### In den 1970er Jahren
| Name                 | Zeitraum  | Länderspiele | aktiv beim Verein                                                                  |
| -------------------- | --------- | ------------ | ---------------------------------------------------------------------------------- |
| Heiner Baltes        | 1971–1974 | 23           | Fortuna Düsseldorf                                                                 |
| Hermann Bitz         | 1970–1972 | 23           | 1. FC Kaiserslautern                                                               |
| Hartwig Bleidick     | 1968–1972 | 32           | Soester SV/Borussia Mönchengladbach                                                |
| Hans-Jürgen Bradler  | 1970–1972 | 20           | TB Eickel/VfL Bochum                                                               |
| Friedhelm Haebermann | 1969–1972 | 37           | Eintracht Duisburg/Eintracht Braunschweig                                          |
| Ewald Hammes         | 1970–1978 | 46           | Germania Metternich/SG Wattenscheid 09                                             |
| Uli Hoeneß           | 1969–1972 | 22           | TSG Ulm 1846/FC Bayern München                                                     |
| Jürgen Kalb          | 1969–1975 | 48           | Eintracht Frankfurt                                                                |
| Walter Krause        | 1972–1976 | 18           | Hamburger SV/Kickers Offenbach/Rot-Weiß Oberhausen/MSV Duisburg/SG Wattenscheid 09 |
| Bernd Nickel         | 1968–1972 | 41           | Eintracht Frankfurt                                                                |
| Egon Schmitt         | 1967–1978 | 79           | Kickers Offenbach/1. FC Saarbrücken                                                |
| Edgar Schneider      | 1969–1972 | 22           | VfR Pforzheim/FC Bayern München                                                    |
| Werner Schneider     | 1973–1977 | 24           | MSV Duisburg                                                                       |
| Rudolf Seliger       | 1971–1976 | 25           | MSV Duisburg                                                                       |
| Roland Stegmayer     | 1970–1972 | 22           | FC Augsburg/1. FC Nürnberg/Arminia Bielefeld                                       |
| Ernst Traser         | 1972–1978 | 23           | Kickers Offenbach/1. FC Saarbrücken                                                |
| Heinz Traser         | 1972–1977 | 20           | Kickers Offenbach/1. FC Saarbrücken                                                |
| Klaus Wunder         | 1970–1972 | 20           | SV Arminia Hannover/MSV Duisburg                                                   |

### Rekordspieler und -torschützen
Von den 306 eingesetzten Spielern erzielten 100 ein oder mehr Tore; vier Tore wurden durch Spieler der gegnerischen Mannschaft erzielt.
| Spiele | Spieler              | Zeitraum  | Tore |
| ------ | -------------------- | --------- | ---- |
| 79     | Egon Schmitt         | 1967–1978 | 4    |
| 48     | Jürgen Kalb          | 1969–1975 | 6    |
| 46     | Ewald Hammes         | 1970–1978 | 17   |
| 44     | Erhard Ahmann        | 1962–1972 | 1    |
| 42     | Dieter Mietz         | 1967–1972 | –    |
| 41     | Bernd Nickel         | 1968–1972 | 18   |
| 37     | Friedhelm Haebermann | 1969–1972 | 1    |
| 32     | Dieter Zorc          | 1966–1971 | 3    |
|        | Hartwig Bleidick     | 1968–1972 | 2    |
| 25     | Rudolf Seliger       | 1971–1976 | 10   |

| Tore | Spieler            | Zeitraum  | Spiele |
| ---- | ------------------ | --------- | ------ |
| 18   | Bernd Nickel       | 1968–1972 | 41     |
| 17   | Ewald Hammes       | 1970–1978 | 46     |
| 13   | Dieter Zettelmaier | 1961–1967 | 20     |
| 10   | Rudolf Seliger     | 1971–1976 | 25     |
| 8    | Gerhard Neuser     | 1960–1965 | 20     |
| 7    | Johann Zeitler     | 1952–1956 | 11     |
| 6    | Willi Schröder     | 1952–1953 | 7      |
|      | Jürgen Kalb        | 1969–1975 | 48     |
|      | Klaus Wunder       | 1970–1972 | 20     |
| 5    | Ottmar Hitzfeld    | 1972      | 8      |

Eine komplette Liste der eingesetzten Spieler ist unter Liste der deutschen Fußballnationalspieler der Amateure zu finden.